# موزه دل پرادو

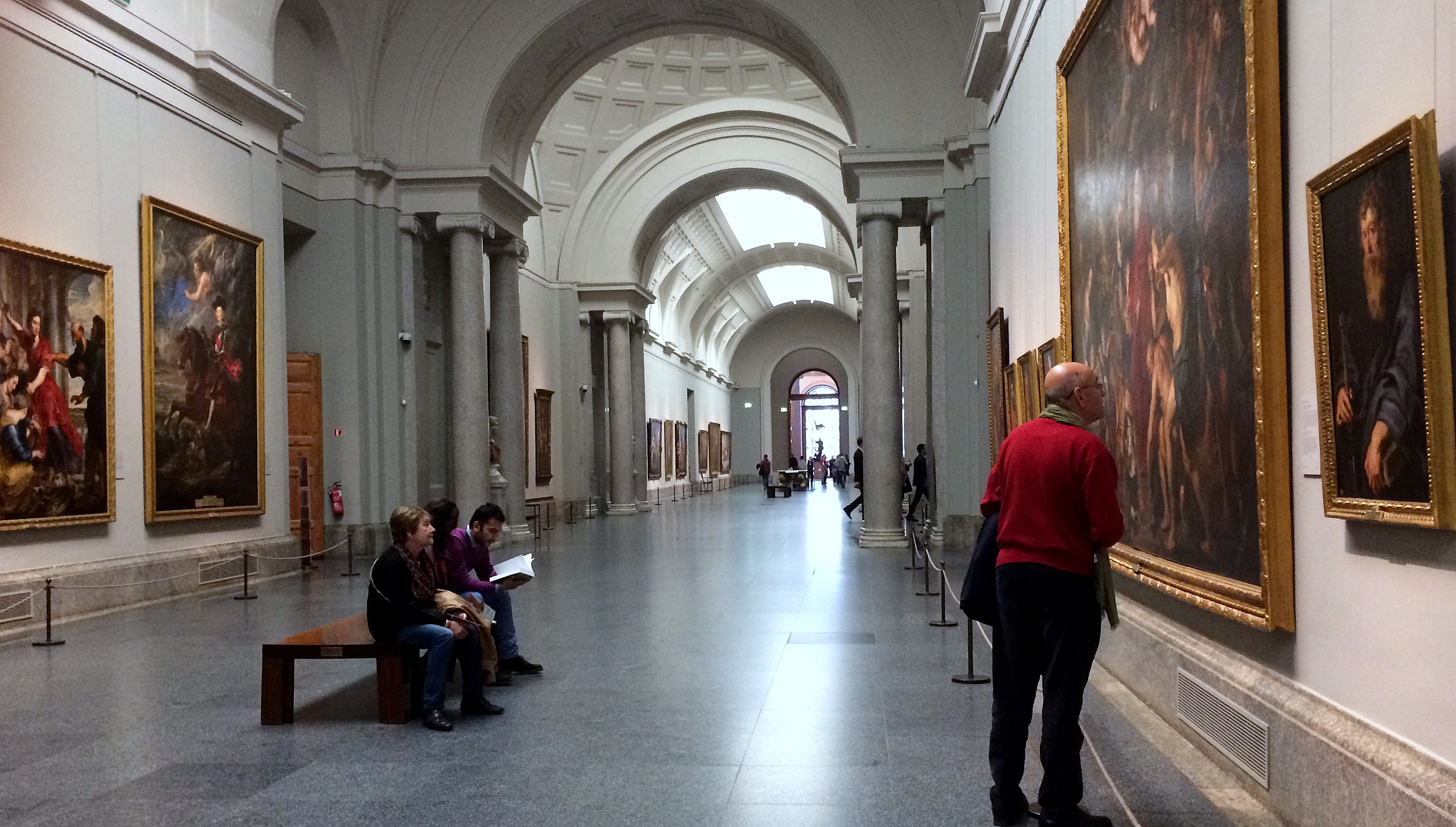
یکی از سالن‌های موزه دل پرادو

موزهٔ دِل پرادو (به اسپانیایی: Museo del Prado) یکی از عظیم‌ترین و غنی‌ترین موزه‌های جهان است که در مادرید، اسپانیا واقع شده‌است. این موزه یکی از برجسته‌ترین موزه‌های جهان در زمینه هنر اروپایی از سده ۱۲ تا اوایل سده ۱۹ میلادی است و بر پایهٔ مجموعهٔ سلطنتی پادشاهی اسپانیا بنا نهاده شد.
این موزه به عنوان موزهٔ نقاشی و مجسمه تأسیس شد. در عین حال از کلکسیون مهم و بزرگی شاملِ ۵۰۰۰ تابلوی نقاشی، ۲۰۰۰ تصویر چاپی، ۱۰۰۰ عدد سکه و نشان و نزدیک به ۲۰۰۰ عدد آثار زینتی تاریخی تشکیل شده‌است.
این مجموعه در حال حاضر شامل ۸۲۰۰ نقاشی، ۷۶۰۰ نقاشی، ۴۸۰۰ چاپ و ۱۰۰۰ مجسمه، علاوه بر بسیاری از آثار هنری دیگر و اسناد تاریخی است. از سال ۲۰۱۲، این موزه حدود ۱۳۰۰ اثر را در ساختمان‌های اصلی به نمایش گذاشته‌است، در حالی که حدود ۳۱۰۰ اثر به‌طور موقت به موزه‌ها و مؤسسات رسمی مختلف به امانت داده شده‌است و بقیه در انبار بودند. این موزه در سال ۲۰۱۲ حدود ۲٫۸ میلیون بازدید کننده داشته‌است. این یکی از بزرگترین موزه‌های اسپانیا است.
مشهورترین اثری که در این موزه به نمایش درآمده است، تابلوی ندیمه‌ها اثر دیه‌گو ولاسکس است. ولاسکس و حساسیت و ذکاوت وی همچنین مسئول آوردن بسیاری از مجموعه‌های عالی استادان ایتالیایی موزه به اسپانیا بود که اکنون بزرگترین مجموعه در خارج از ایتالیا است.

## تاریخ

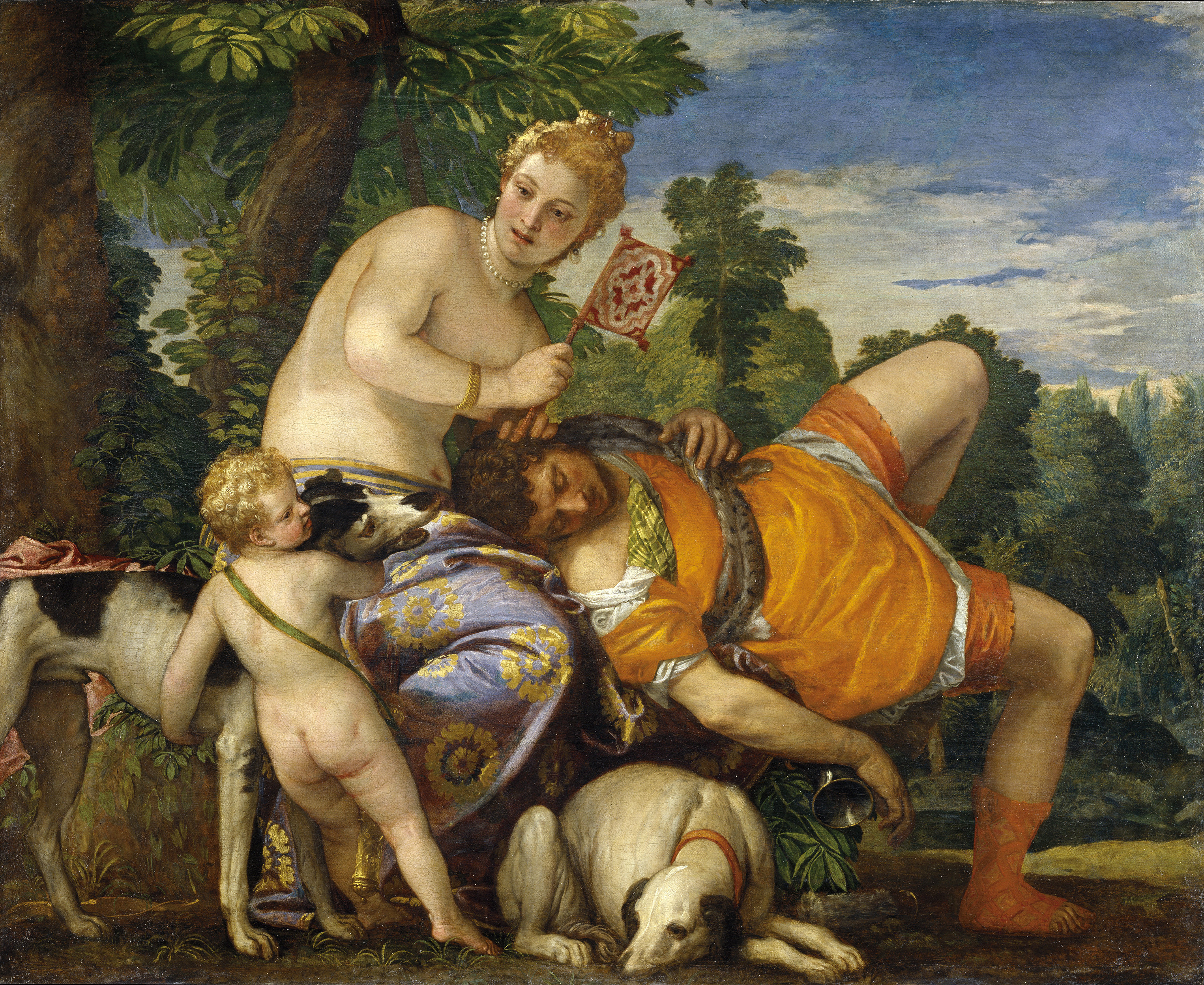
ونوس و آدونیس تابلویی از پائولو ورونزه، هنرمند متاخر تکلف‌گرای ایتالیایی است که در اوایل دهه ۱۵۸۰ کشیده شده است، اکنون در موزه دل پرادو نگهداری می‌شود. این تابلو، رنگ روغن روی بوم است و ابعاد آن ۱۶۲ × ۱۹۱ سانتی‌متر (۶۴ در ۷۵ اینچ) می‌باشد. نقاشی اصلی در قرن ۱۸ ۵۰ سانتی‌متر در حاشیه بالایی بزرگ شد. این بخش اضافه شده در یک بازسازی در سال ۱۹۸۸ حذف شد، بنابراین کار قالب افقی اصلی خود را بازیابی کرد

ساختمانی که اکنون محل موزه ملی موزه است، در سال ۱۷۸۵ توسط معمار روشنگری در اسپانیا خوان د وییانوئبا به دستور کارلوس سوم اسپانیا برای استقرار کابینه تاریخ طبیعی طراحی شد. با این حال، کارکرد نهایی ساختمان تصمیم‌گیری نشد تا اینکه نوه سلطان، فردیناند هفتم اسپانیا، با تشویق همسرش، ملکه ماریا ایزابل دو براگانزا، تصمیم گرفت از آن به عنوان موزه سلطنتی نقاشی‌ها و مجسمه‌ها استفاده کند. موزه سلطنتی که به زودی به موزه ملی نقاشی و مجسمه‌سازی و متعاقب آن موزه ملی دل پرادو مشهور شد، برای اولین بار در نوامبر ۱۸۱۹ برای عموم باز شد. این موزه با دو هدف نمایش آثار هنری متعلق به تاج اسپانیا و نشان دادن آن به بقیه اروپا که هنر اسپانیایی از شایستگی هر مکتب ملی دیگری برخوردار است تأسیس شد.
اولین کاتالوگ موزه، که در سال ۱۸۱۹ منتشر شد و فقط به نقاشی اسپانیایی اختصاص داشت، شامل ۳۱۱ نقاشی بود، اگرچه در آن زمان موزه ۱۵۱۰ مورد از اقامتگاه‌های مختلف سلطنتی، Reales Sitios، شامل آثار دیگر مدارس را در خود جای داده بود. مجموعه سلطنتی فوق‌العاده مهم، که هسته موزه فعلی موزه دل پرادو را تشکیل می‌دهد، در قرن شانزدهم در زمان کارل پنجم به‌طور قابل توجهی افزایش یافت و تحت سلطنت پادشاهان هابسبورگ و بوربن ادامه یافت. تلاش و عزم آنها باعث شد که مجموعه سلطنتی توسط برخی از شاهکارهایی که اکنون در پرادو دیده می‌شوند، غنی شود. از این جمله می‌توان به «هبوط از صلیب» روخیر فان در ویدن، باغ لذت‌های دنیوی توسط هیرونیم بوش، شوالیه با دست روی سینه توسط ال گرکو، مرگ باکره توسط آندرئا مانتنیا، خانواده مقدس، معروف به «لا پرلا» اشاره کرد. توسط رافائل، کارل پنجم در مولهبرگ توسط تیتان، مسیح شستن پای مریدان توسط تینتورتو، خودنگاره آلبرشت دورر، ندیمه‌ها از دیه‌گو ولاسکس، سه الهه رحمت و خانواده کارلوس چهارم اسپانیا توسط گویا.
با به خاک سپرده شدن ایزابلای دوم اسپانیا در سال ۱۸۶۸، موزه ملی شد و نام جدید «موزه دل پرادو» را به دست آورد. این ساختمان مجموعه هنرهای سلطنتی را در خود جای داده بود و به سرعت بسیار کم اثبات شد. اولین بزرگ سازی موزه در سال ۱۹۱۸ انجام شد. از زمان ایجاد موزه دل پرادو، بیش از ۲۳۰۰ نقاشی در مجموعه آن گنجانده شده‌است، همچنین تعداد زیادی مجسمه، اثر چاپی، نقاشی و آثار هنری از طریق وصیت نامه، کمک‌های مالی و خریدها، که بیشتر خریدهای جدید را به خود اختصاص می‌دهد. وصیت‌های بیشماری باعث غنای دارایی موزه شده‌است، مانند مجموعه برجسته مدال‌هایی که پابلو بوش به موزه سپرده‌است. نقاشی‌ها و موارد هنری تزئینی به جا مانده از پدرو فرناندز دوران و همچنین شاهکار ون der Weyden , Duran Madonna. و وصیت نامه Ramón de Errazu از نقاشی‌های قرن نوزدهم. کمک‌های مالی ویژه مهم شامل هدیه بارون امیل د ارلانگر از نقاشی‌های سیاه گویا در سال ۱۸۸۱ است. از جمله آثار بی شماری که از طریق خرید وارد مجموعه شده‌اند، موارد برجسته ای است که در سال‌های اخیر خریداری شده‌است، از جمله دو اثر ال گرکو، افسانه و پرواز به مصر The Countess of Chinchon در سال ۲۰۰۰ و ۲۰۰۱ خریداری شد، The Countess of Chinchon از Goya در سال ۲۰۰۰ خریداری شد، پرتره Velázquez از Ferdinando Brandani، خریداری شده در سال ۲۰۰۳ و Fra Angelico's Madonna of the Pomegranate در سال ۲۰۱۶ خریداری شد.

## ساختار تاریخی
موزه دل پرادو یکی از بناهایی است که در زمان کارلوس سوم اسپانیا به عنوان بخشی از یک طرح ساختمانی باشکوه ساخته شده‌است که برای اهدای فضایی شهری به یاد ماندنی به مادرید ساخته شده‌است. ساختمانی که موزه پرادو را در خود جای داده‌است، در ابتدا توسط خوزه موزینو و ردوندو، شماری از فلوریدابلانکا، تصور شد و در سال ۱۷۸۵ توسط کارلوس سوم برای ساخت مجدد موزه دل پرادو به بهره‌برداری رسید. برای این منظور، کارلوس سوم یکی از معماران مورد علاقه خود، خوان د وییانوئبا، سازندهٔ باغ گیاهشناسی و تالار شهر مادرید را فراخواند.

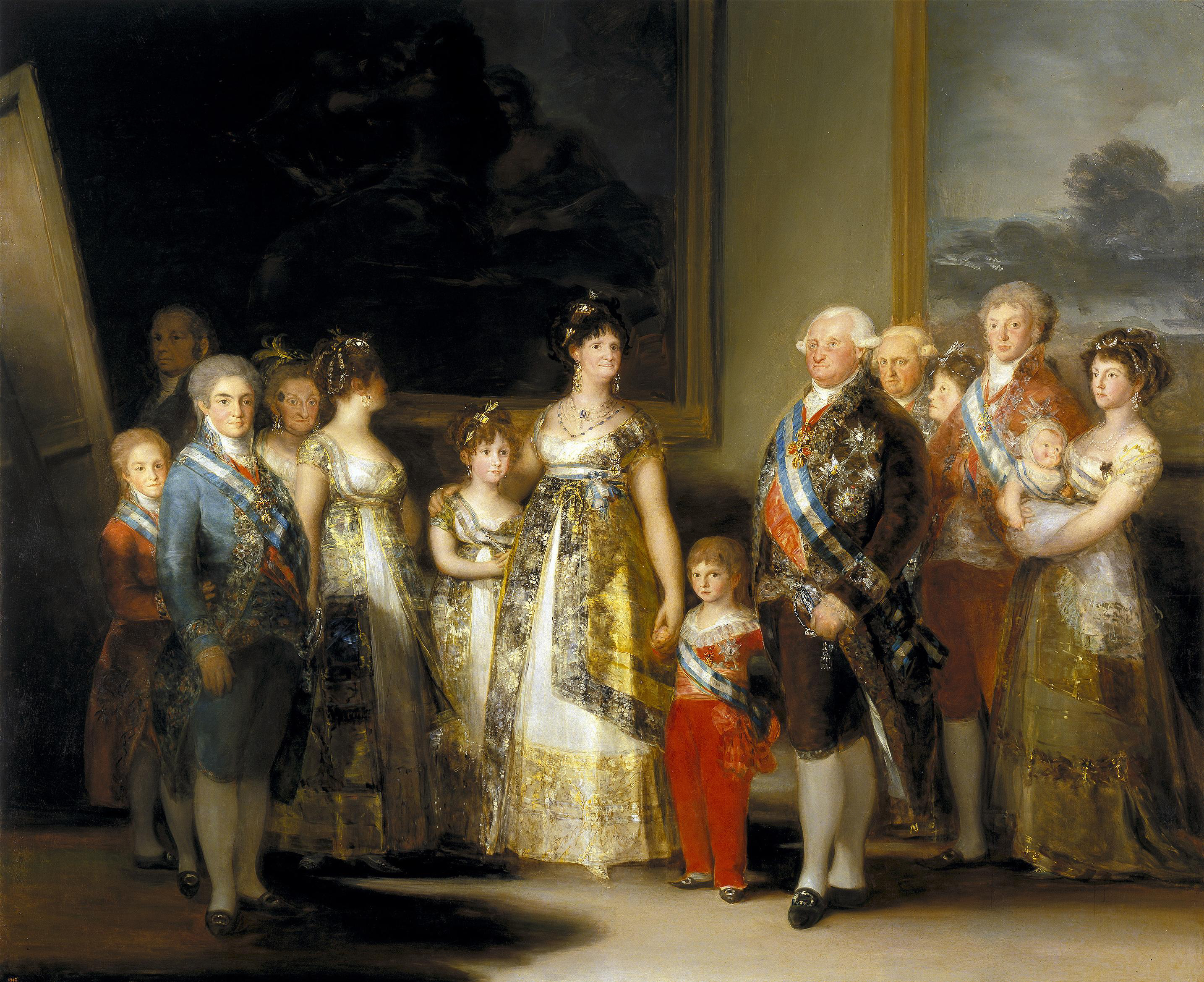
کارلوس چهارم پادشاه اسپانیا و خانواده‌اش یک نقاشی پرتره گروهی رنگ روغن روی بوم اثر هنرمند اسپانیایی فرانسیسکو گویا است. او کار روی این نقاشی را در سال ۱۸۰۰، اندکی پس از اینکه اولین نقاش اتاق خانواده سلطنتی شد، آغاز کرد و آن را در تابستان ۱۸۰۱ به پایان رساند.
این پرتره تصاویری در اندازه واقعی از کارلوس چهارم و خانواده‌اش را به نمایش می‌گذارد که لباس‌های زیبا و جواهرات به تن دارند. مهم‌ترین آنها در این نقاشی کارلوس چهارم و همسرش ماریا لوییزا هستند که توسط فرزندان و بستگان خود احاطه شده‌اند. این خانواده لباس‌های مد روز معاصر خود پوشیده‌اند و با جواهرات و نشان کارلوس سوم تزیین شده‌اند. این نقاشی هم‌اکنون در موزه دل پرادو نگهداری می‌شود.

## نگارخانه

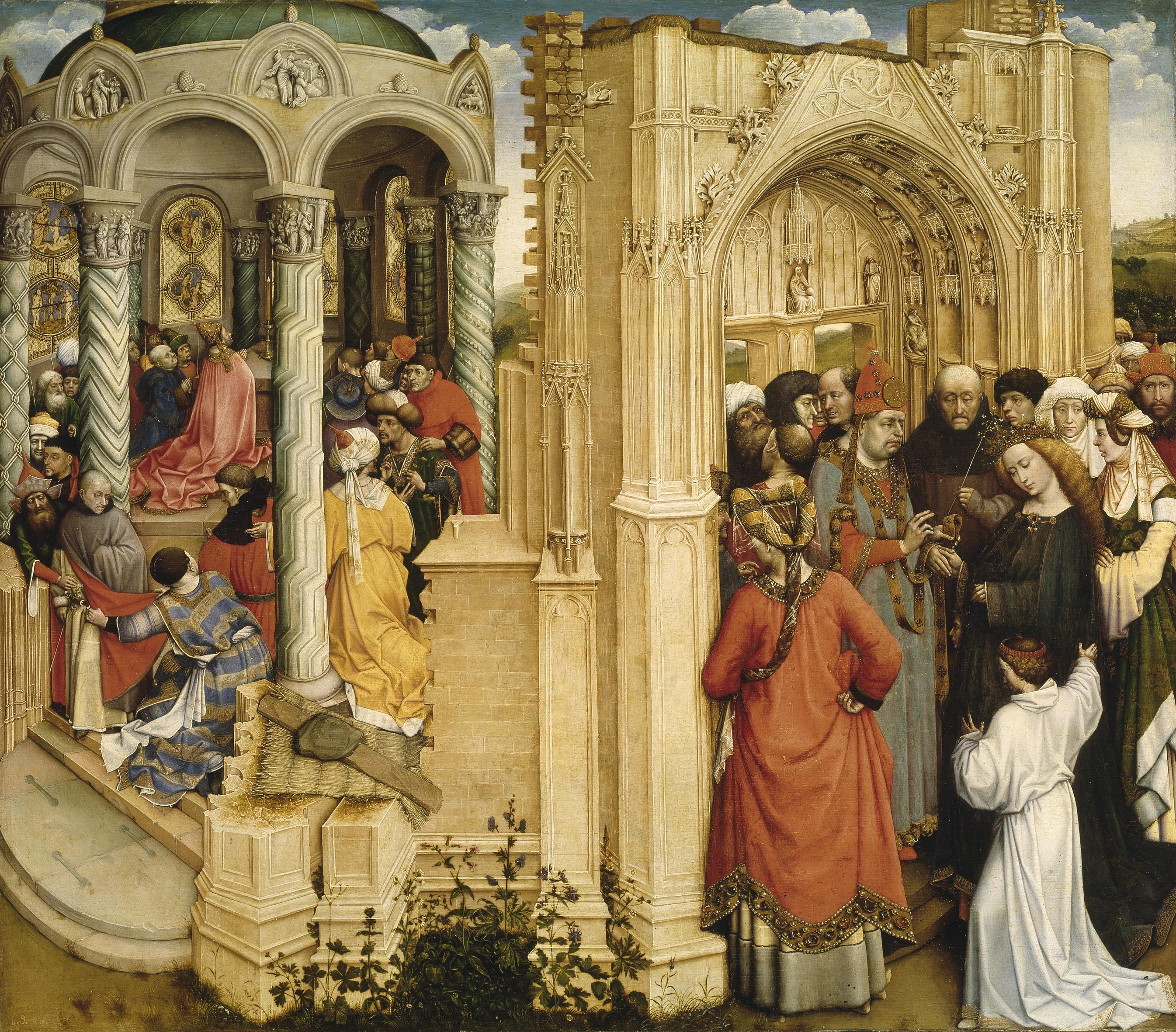
ازدواج باکره ۱۴۲۰ م. اثر رابرت کمپین
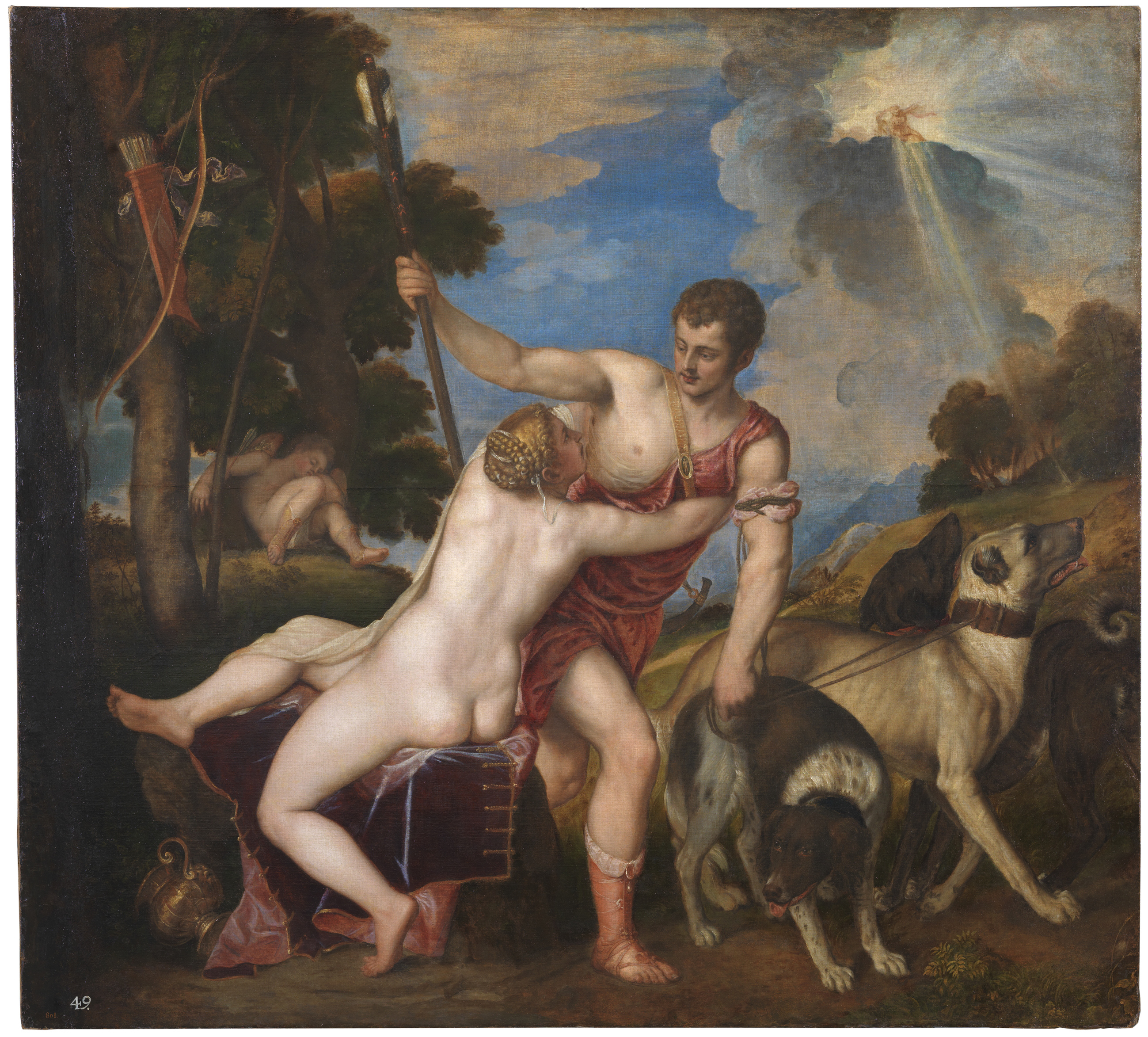
ونوس و آدونیس ۱۵۵۴ م. اثر تیسین
ندیمه‌ها ۱۶۵۶ م. اثر دیه‌گو ولاسکوئز
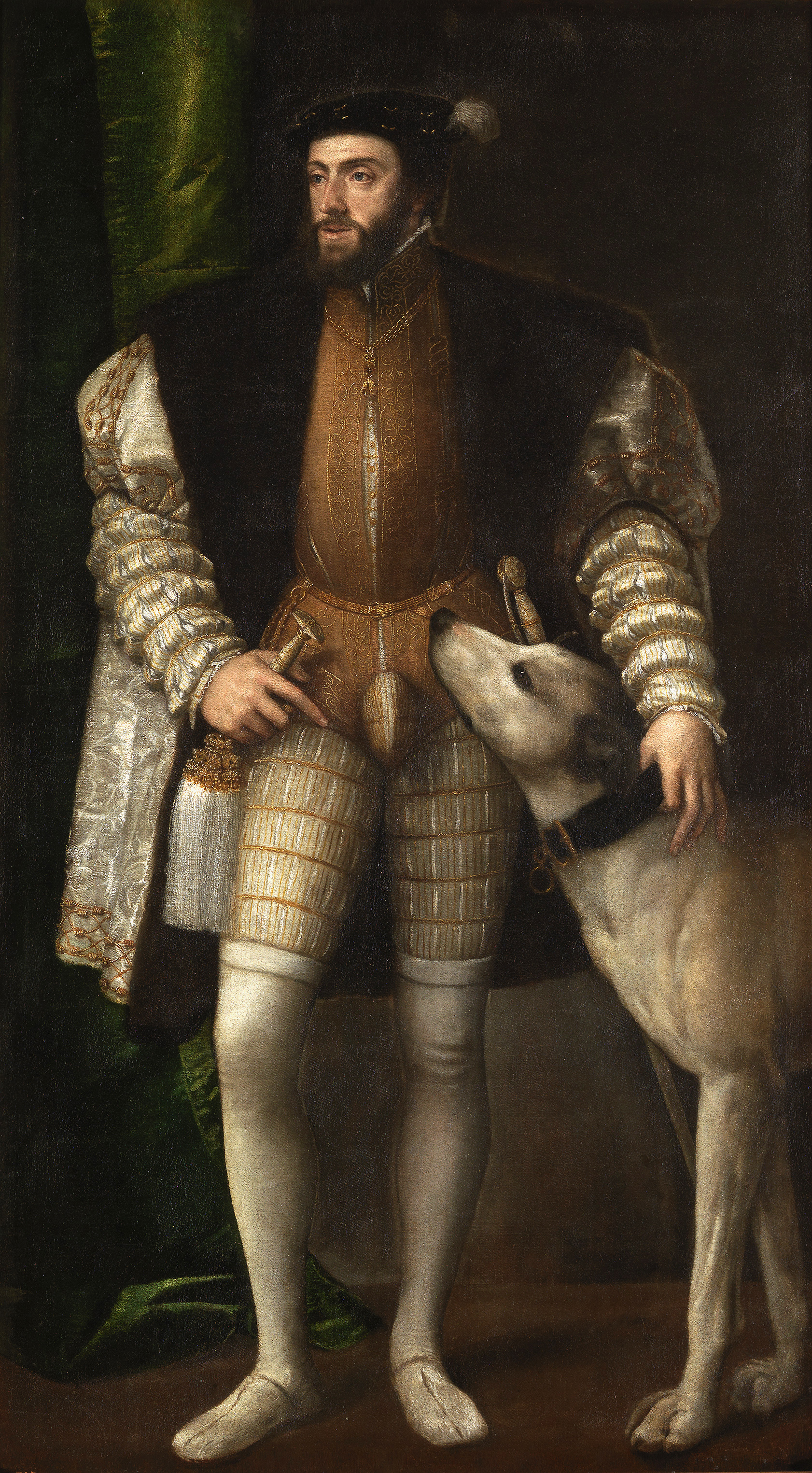
پرتره کارل پنجم به همراه سگ ۱۵۳۳ م. اثر تیسین
خودنگاره ۱۴۹۸ م. اثر آلبرشت دورر
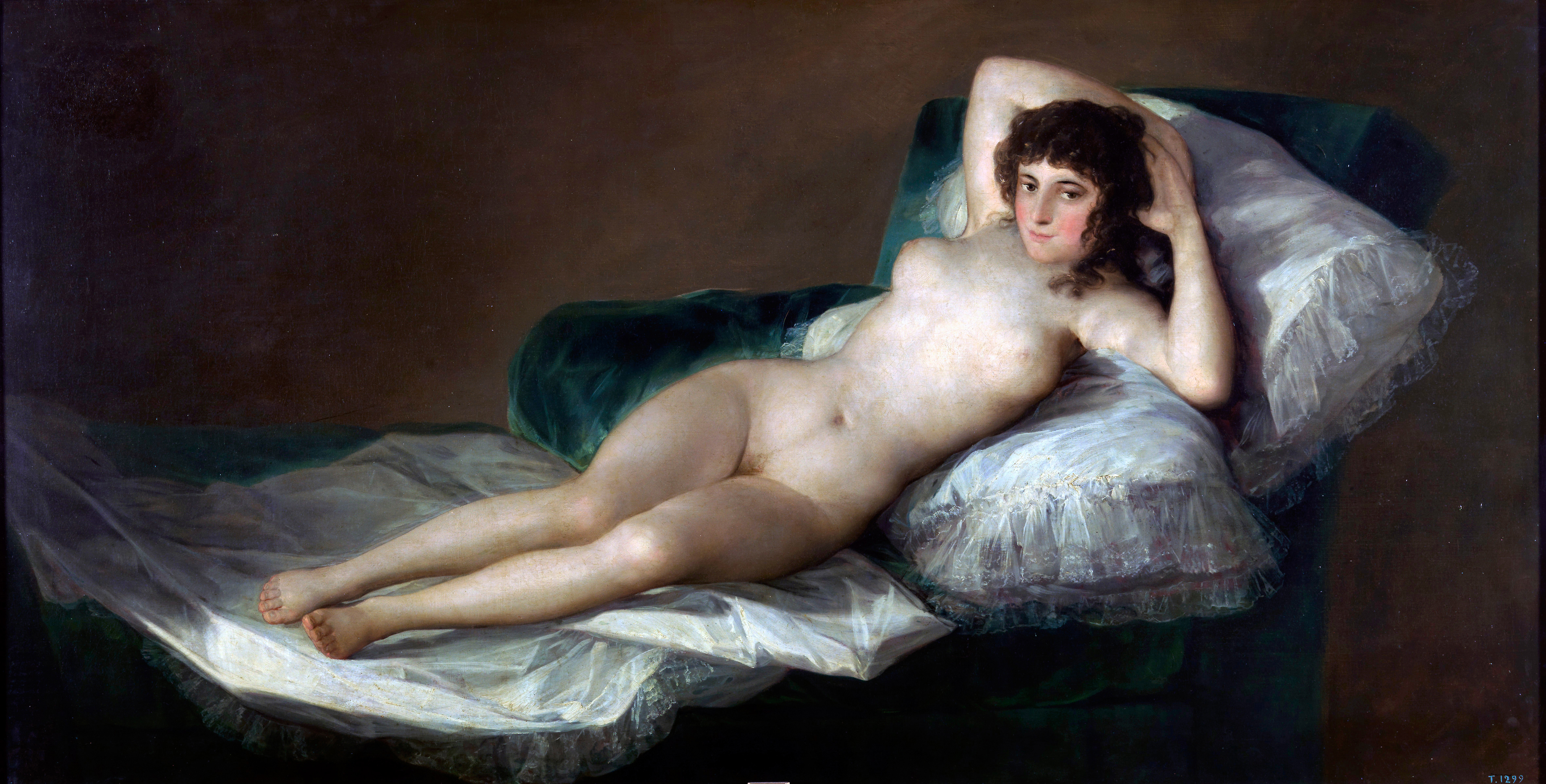
ماخای برهنه حدوداً بین ۱۷۹۵ و ۱۸۰۰ م. اثر فرانسیسکو گویا
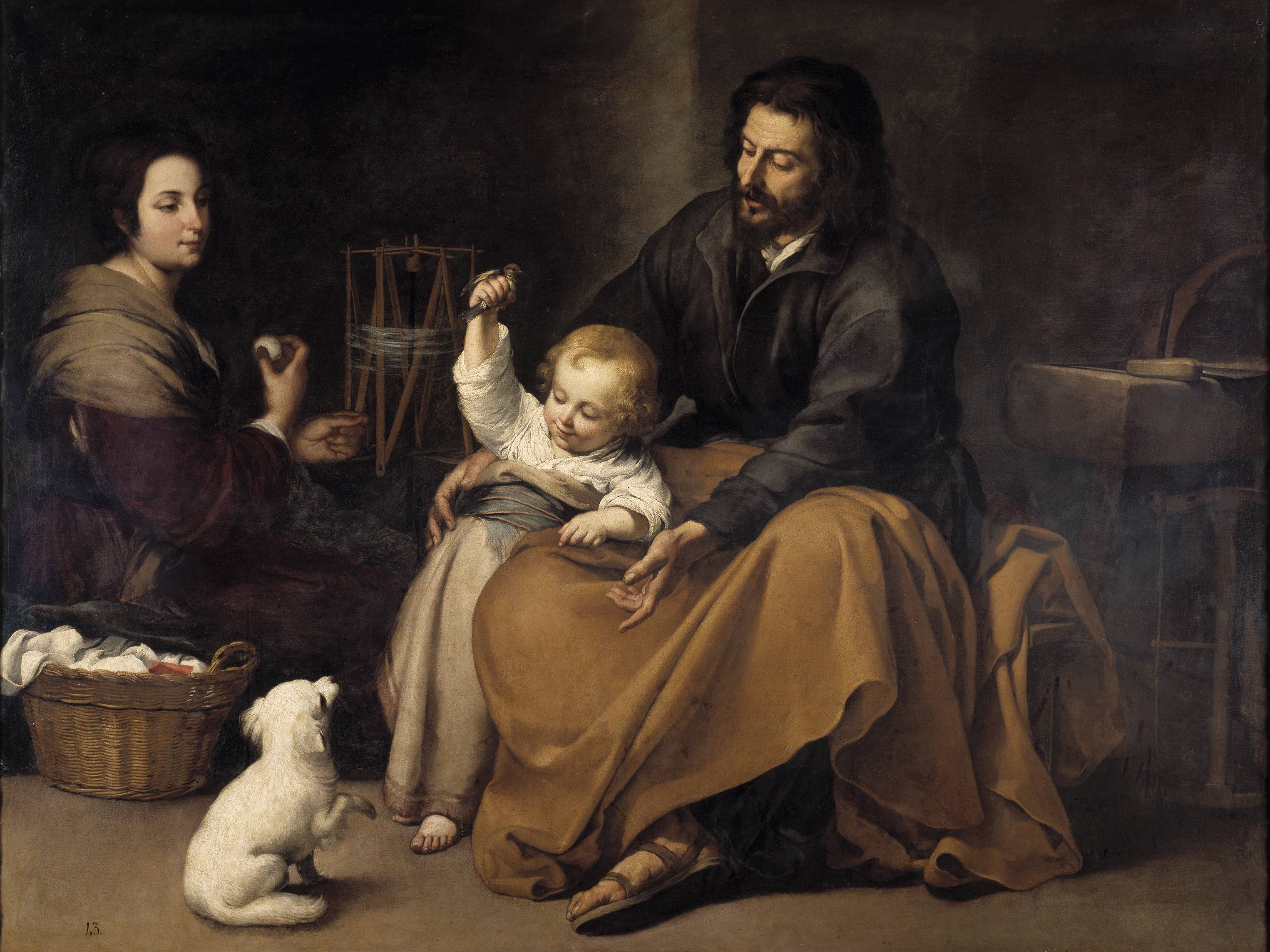
گنجشک و خانواده مقدس حوالی ۱۶۵۰ م. اثر بارتولومه استبان موریلو
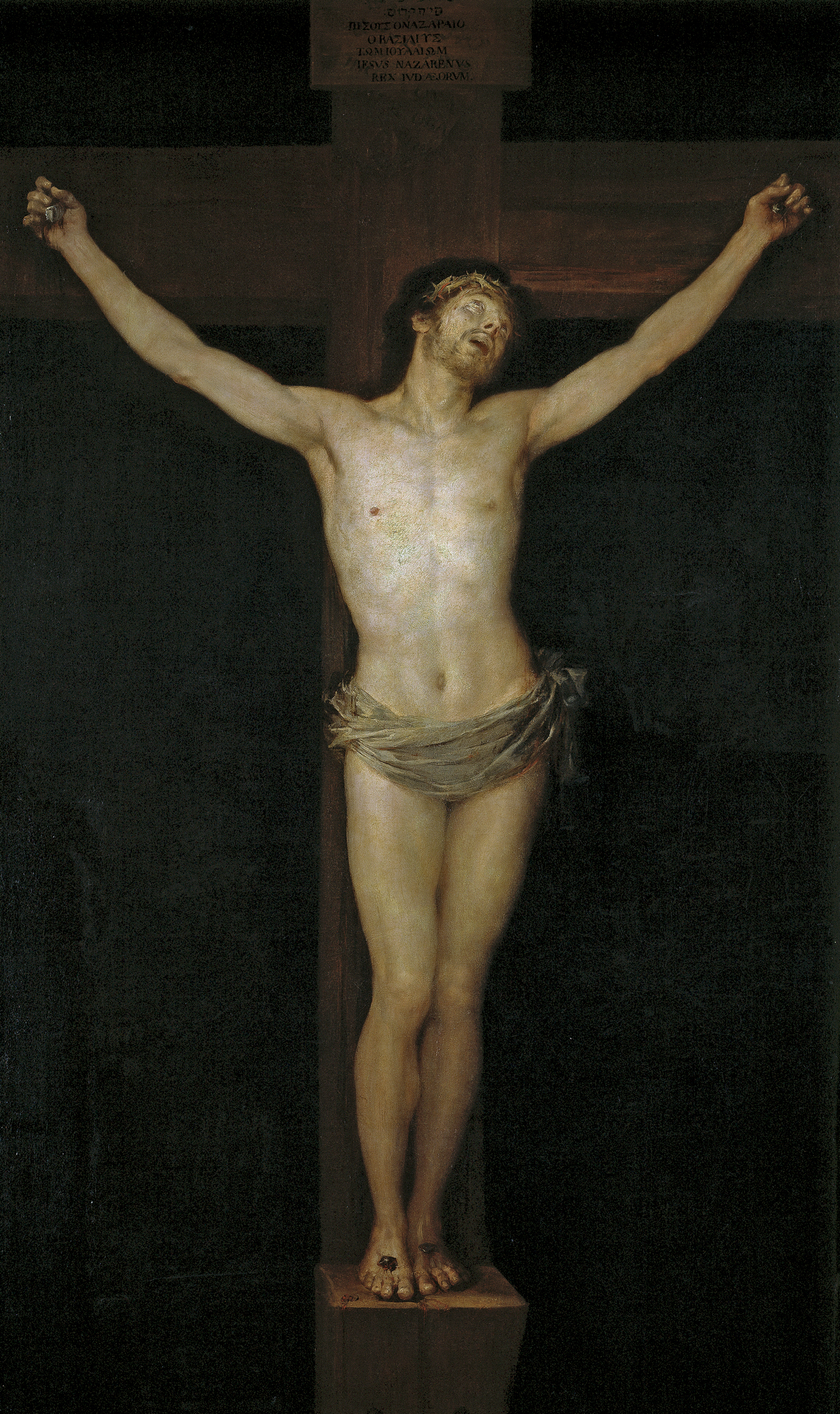
عیسای مصلوب ۱۷۸۰ م. اثر فرانسیسکو گویا
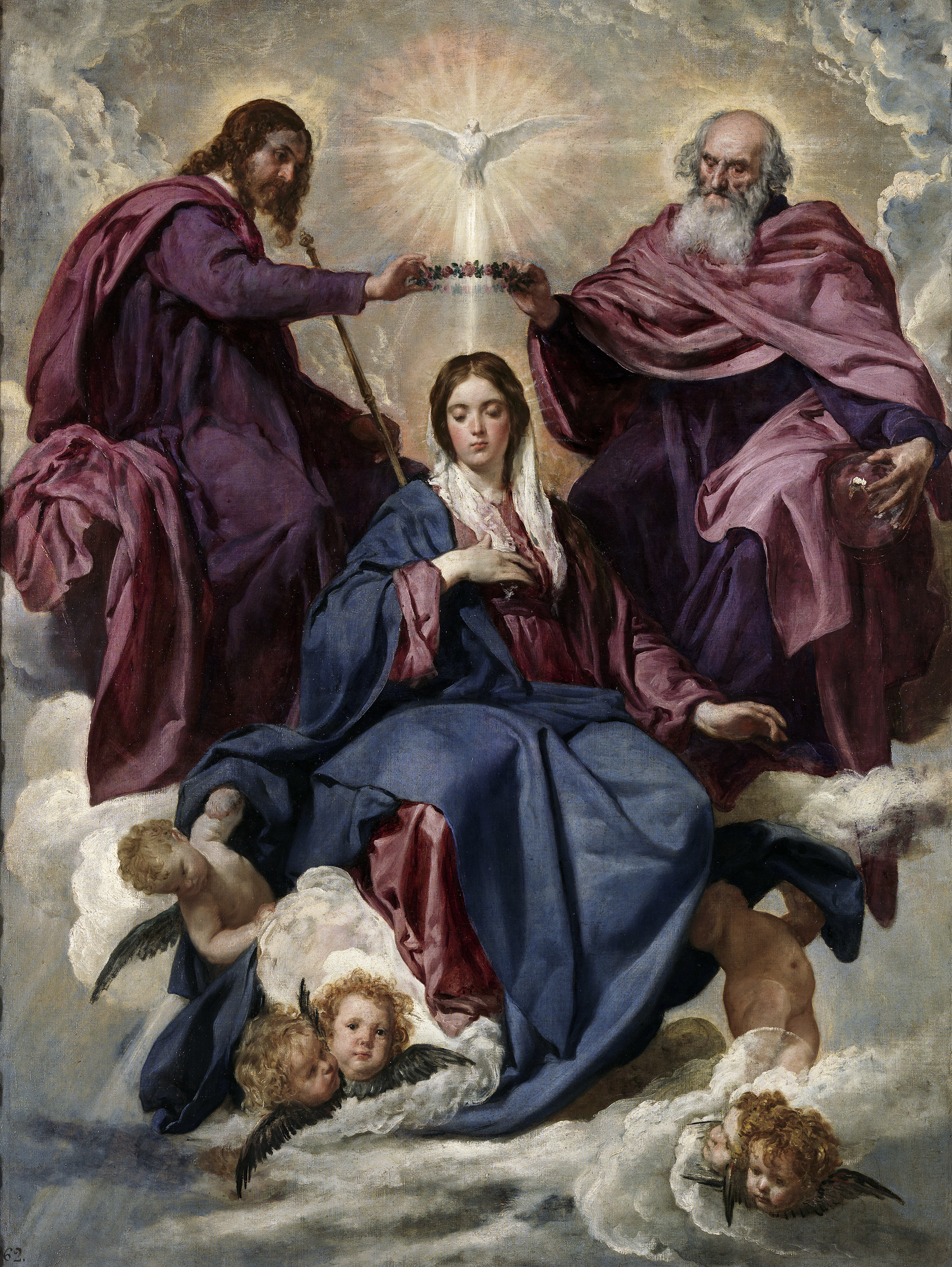
تاج‌گذاری باکره حدوداً بین ۱۶۳۵ و ۱۶۳۶ م. اثر دیه‌گو ولاسکس
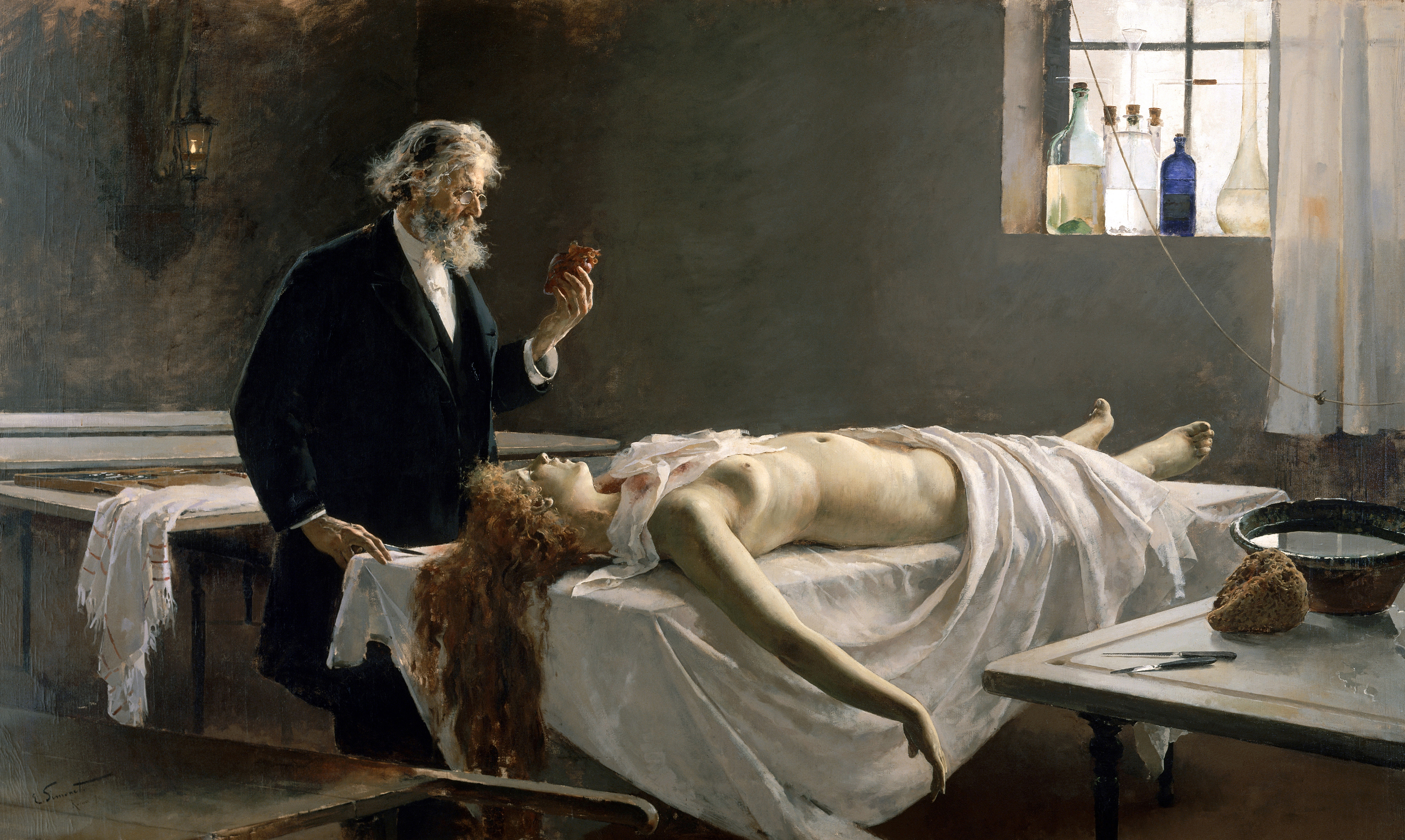
آناتومی قلب ۱۸۹۰ م. اثر اِنریکه سیمونت
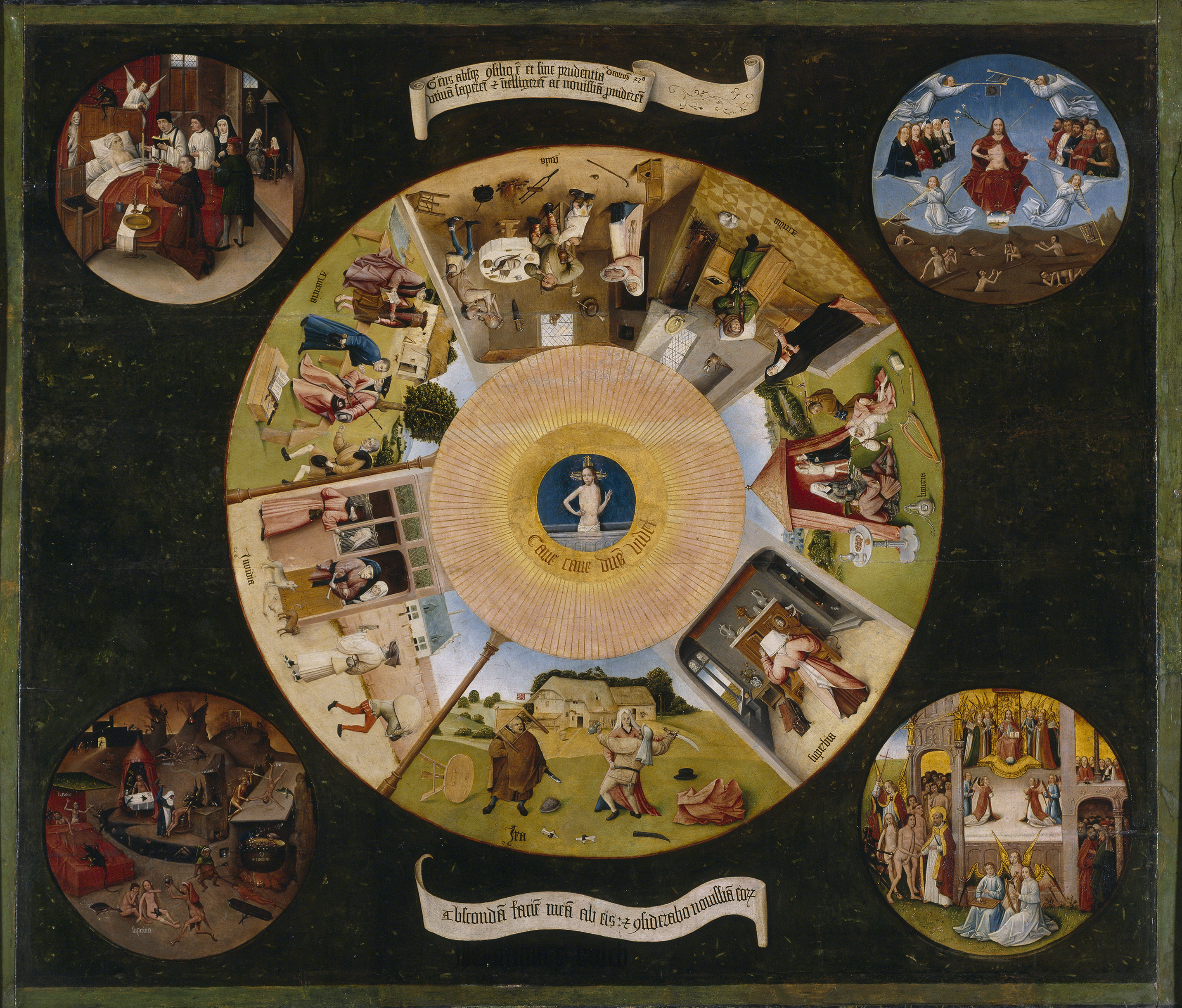
هفت گناه کبیره و چهار امر واپسین رنگ‌روغن روی بوم، ۱۴۸۵ م. اثر هیرونیموس بوش
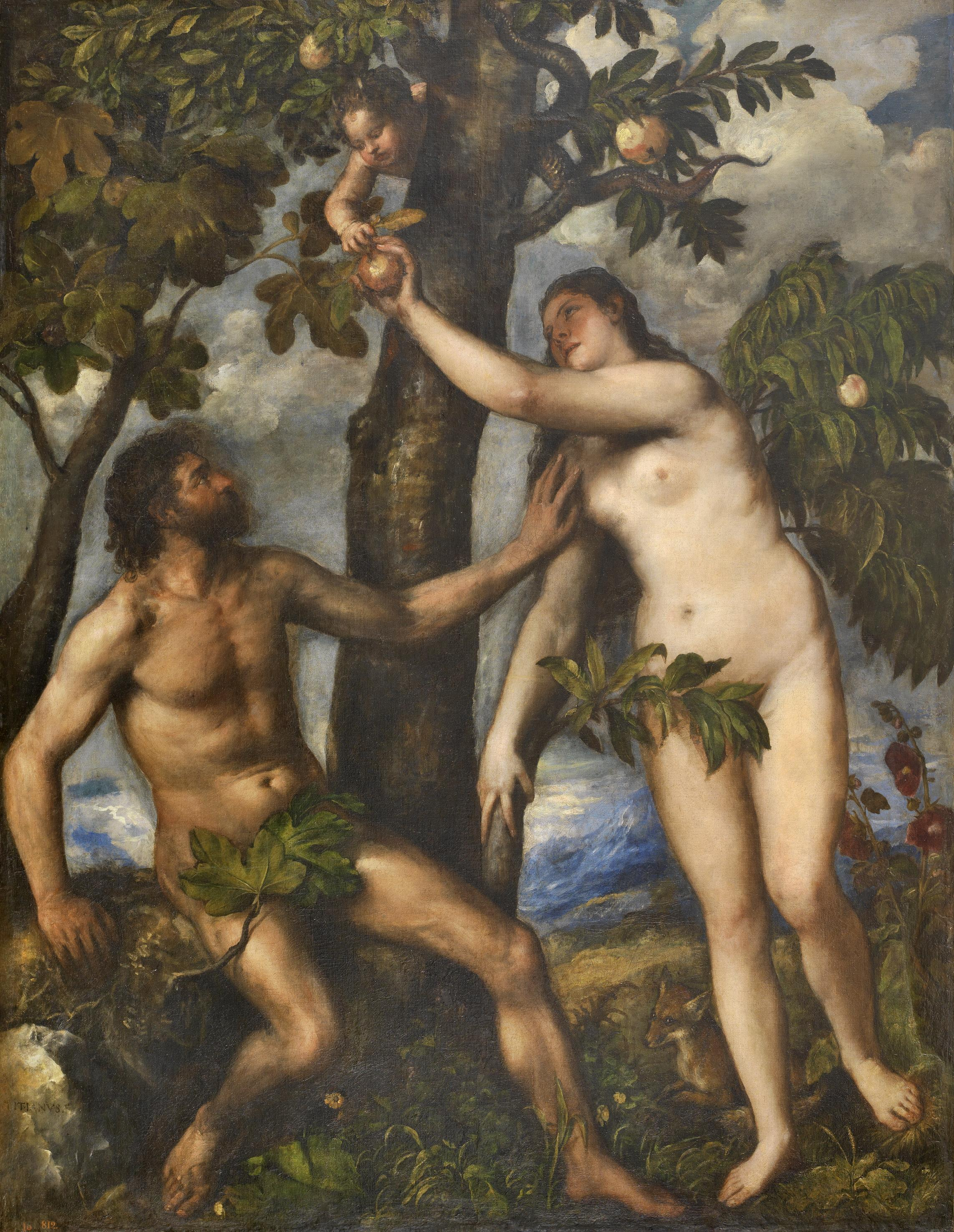
هُبوطِ انسان ۱۵۷۰ م. اثر تیسین
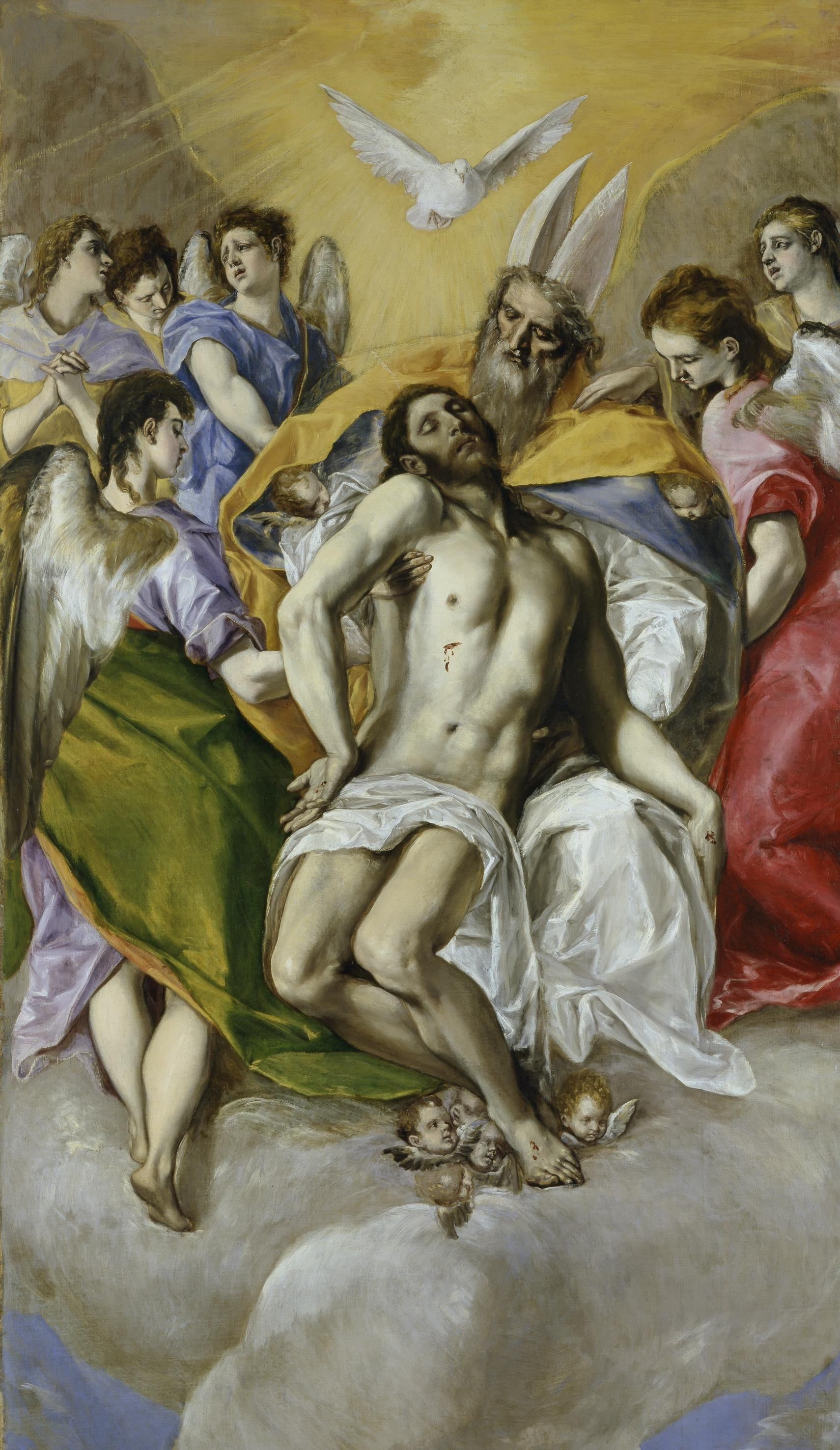
تثلیث مقدس ۱۵۷۷–۱۵۷۹ م. اثر ال گرکو
ال گرکو، The Knight with His Hand on His Breast, ح. ۱۵۸۰
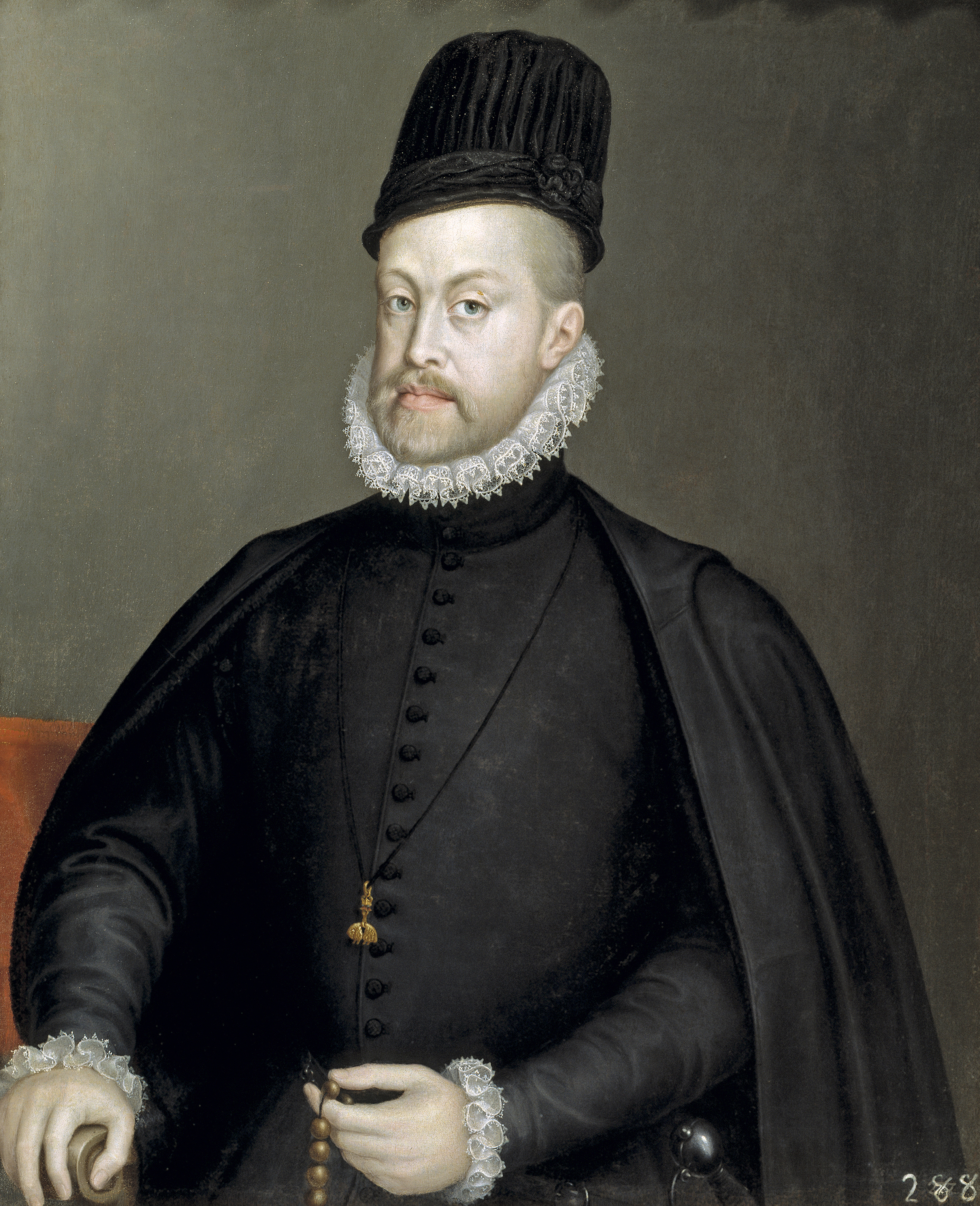
پرترهٔ فیلیپ دوم اسپانیا ۱۵۷۳ م. اثر سوفونیسبا آنگیسولا
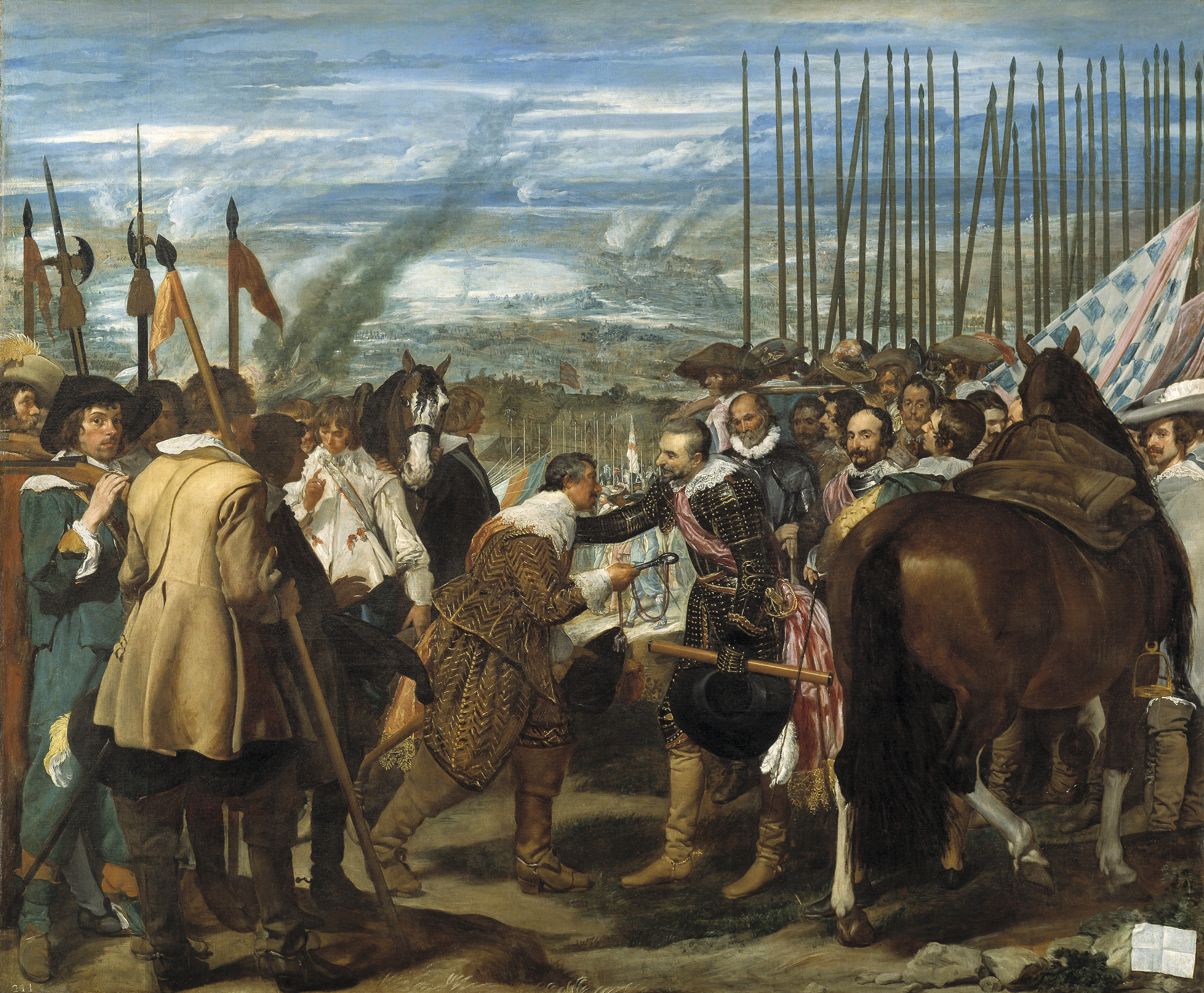
تسلیم بِردا ۱۶۳۴-۱۶۳۵ م. اثر دیه‌گو ولاسکوئز
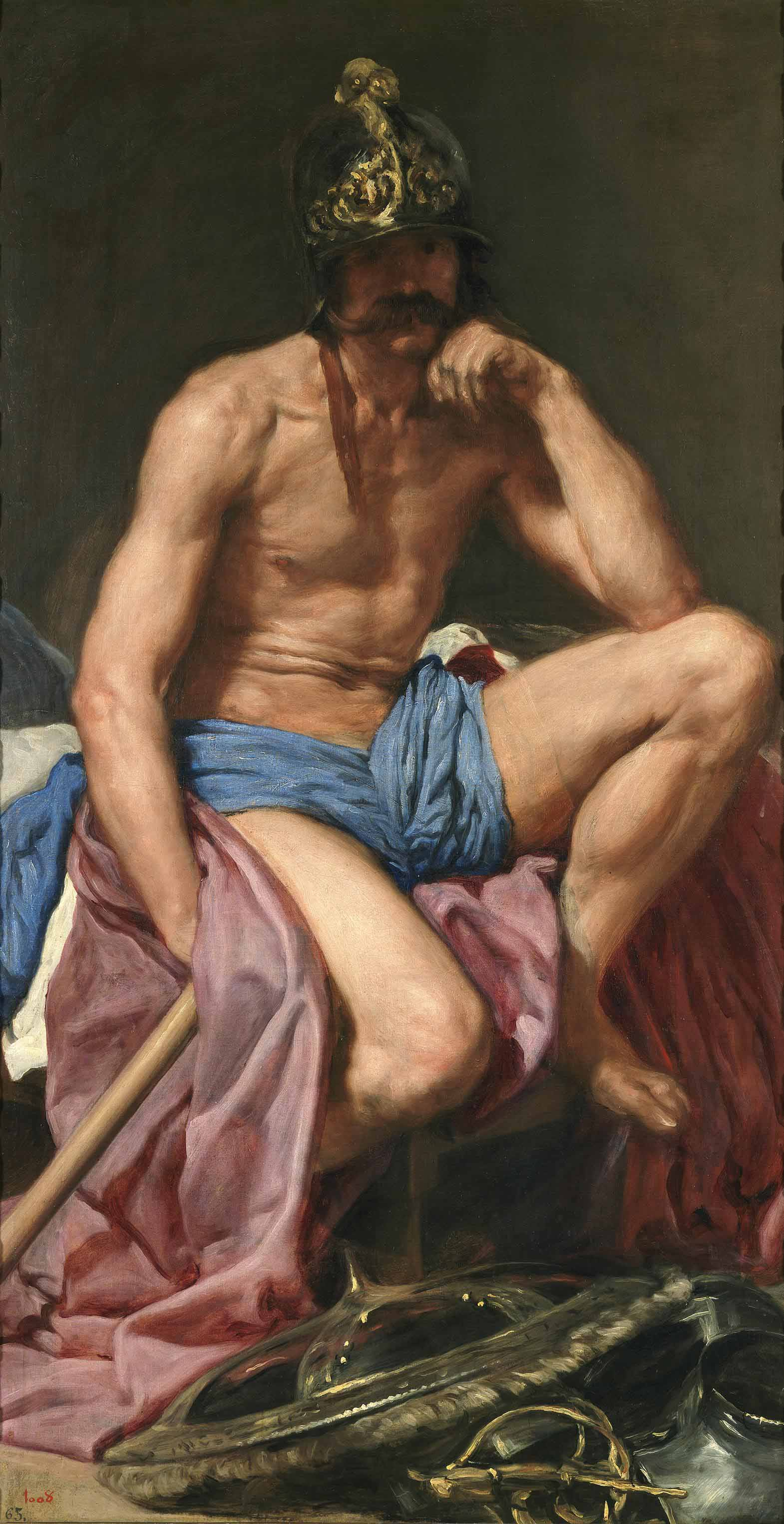
رفع خستگی مارس ۱۶۳۹-۱۶۴۱ م. اثر دیه‌گو ولاسکوئز
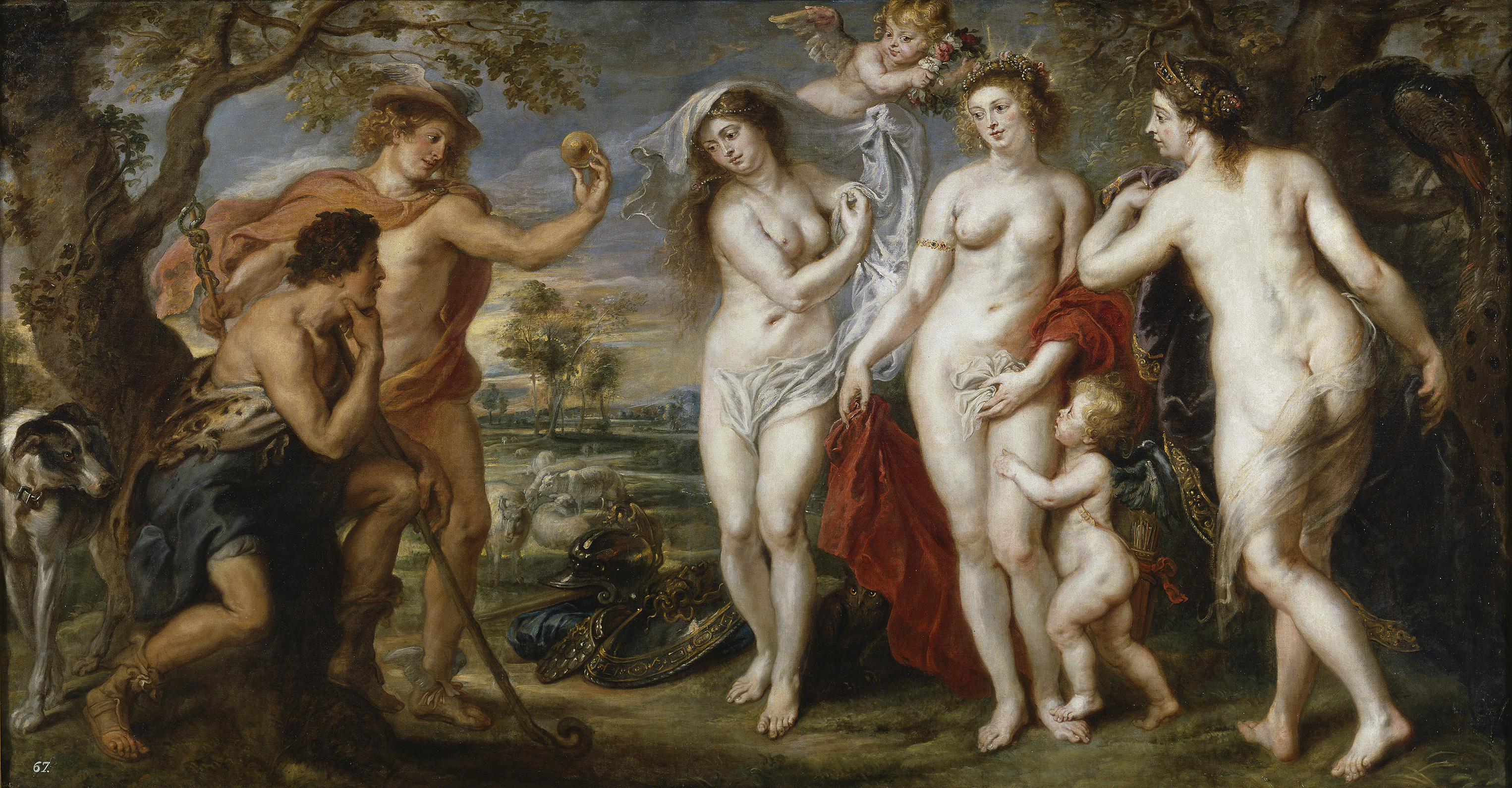
داوری پاریس ۱۶۳۸-۱۶۳۹ م. اثر پتر پل روبنس
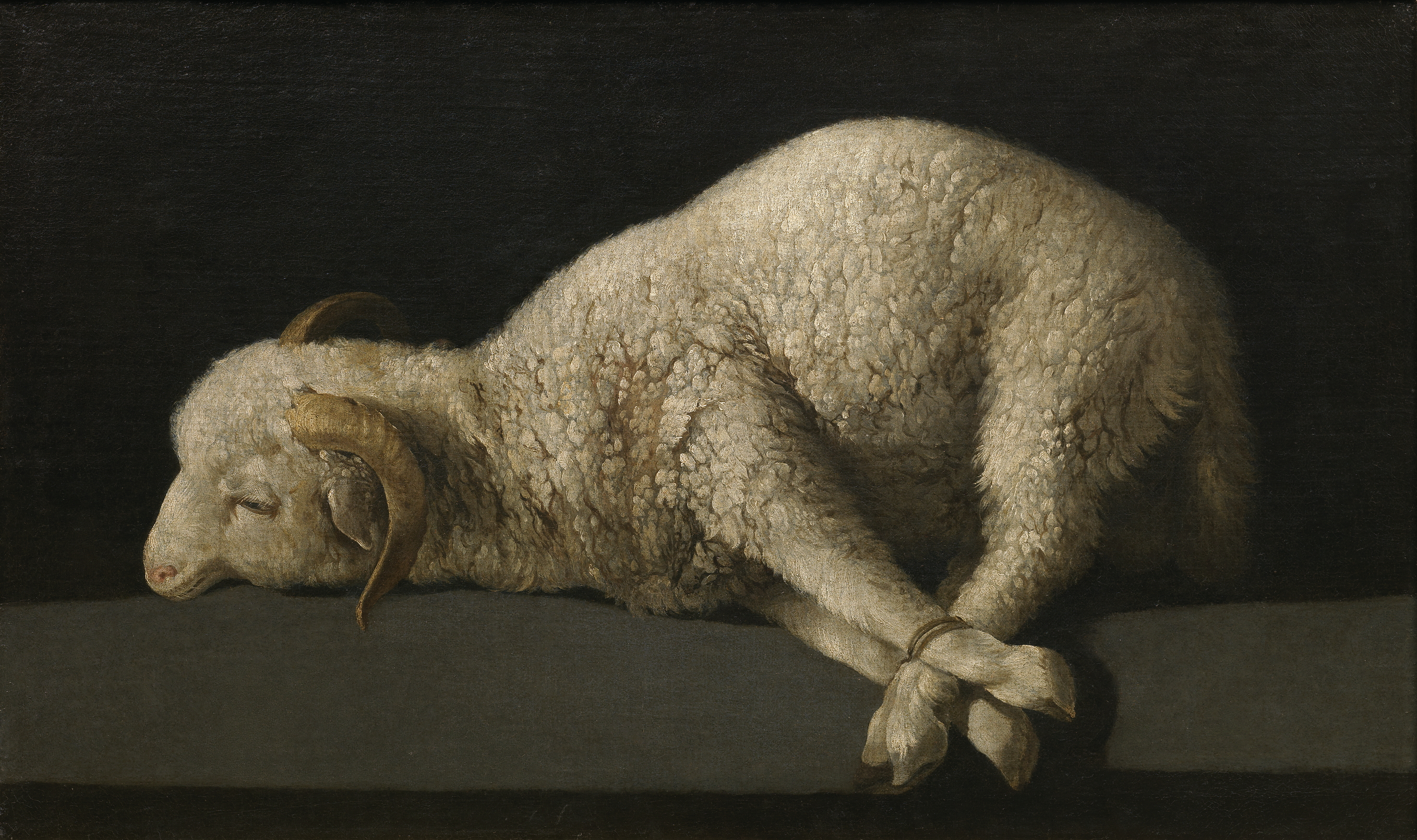
برهٔ خدا ۱۶۳۵-۱۶۴۰ م. اثر فرانسیسکو دی زورباران
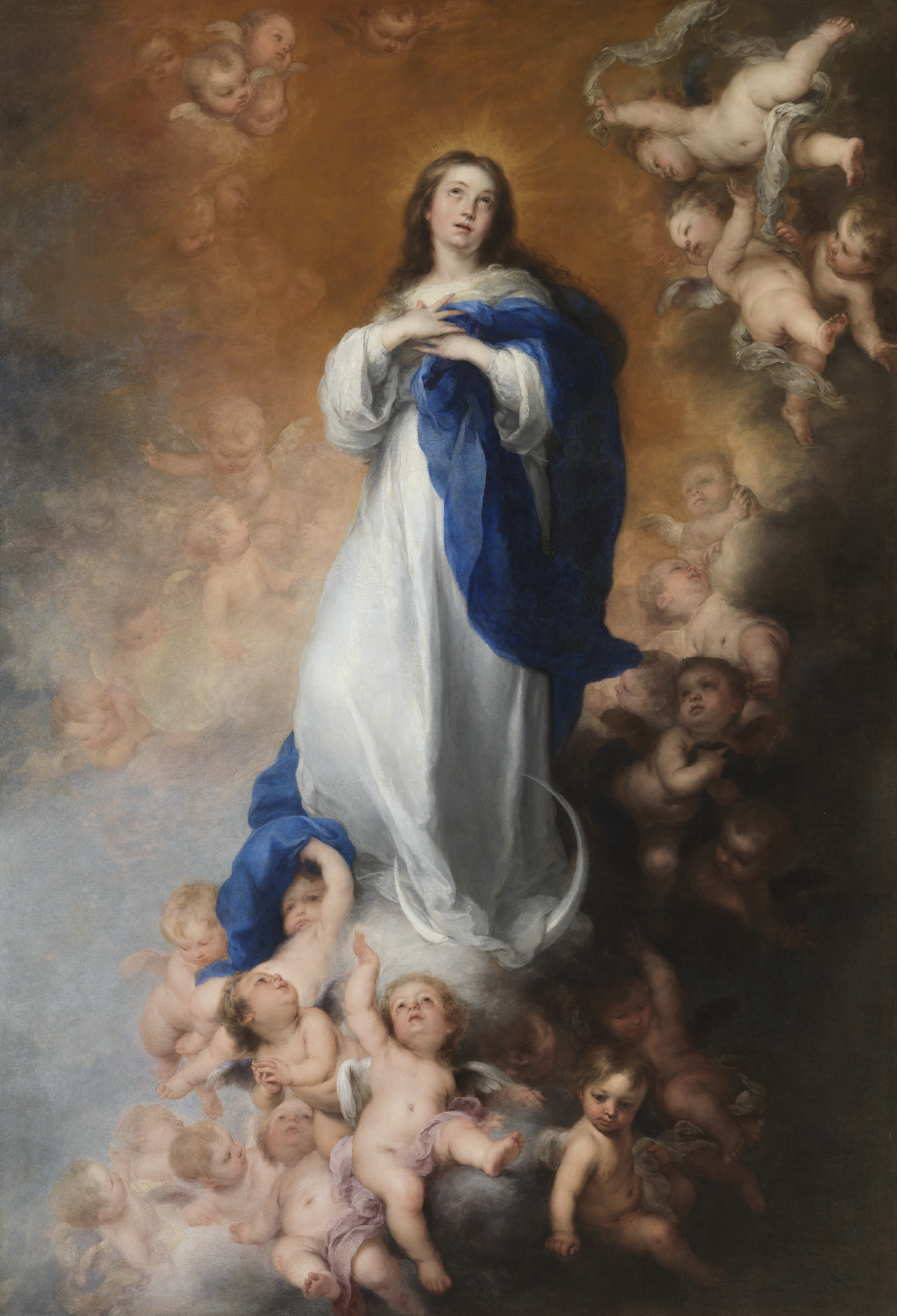
لقاح پاک ۱۶۷۸ م. اثر بارتولومه استبان موریلو
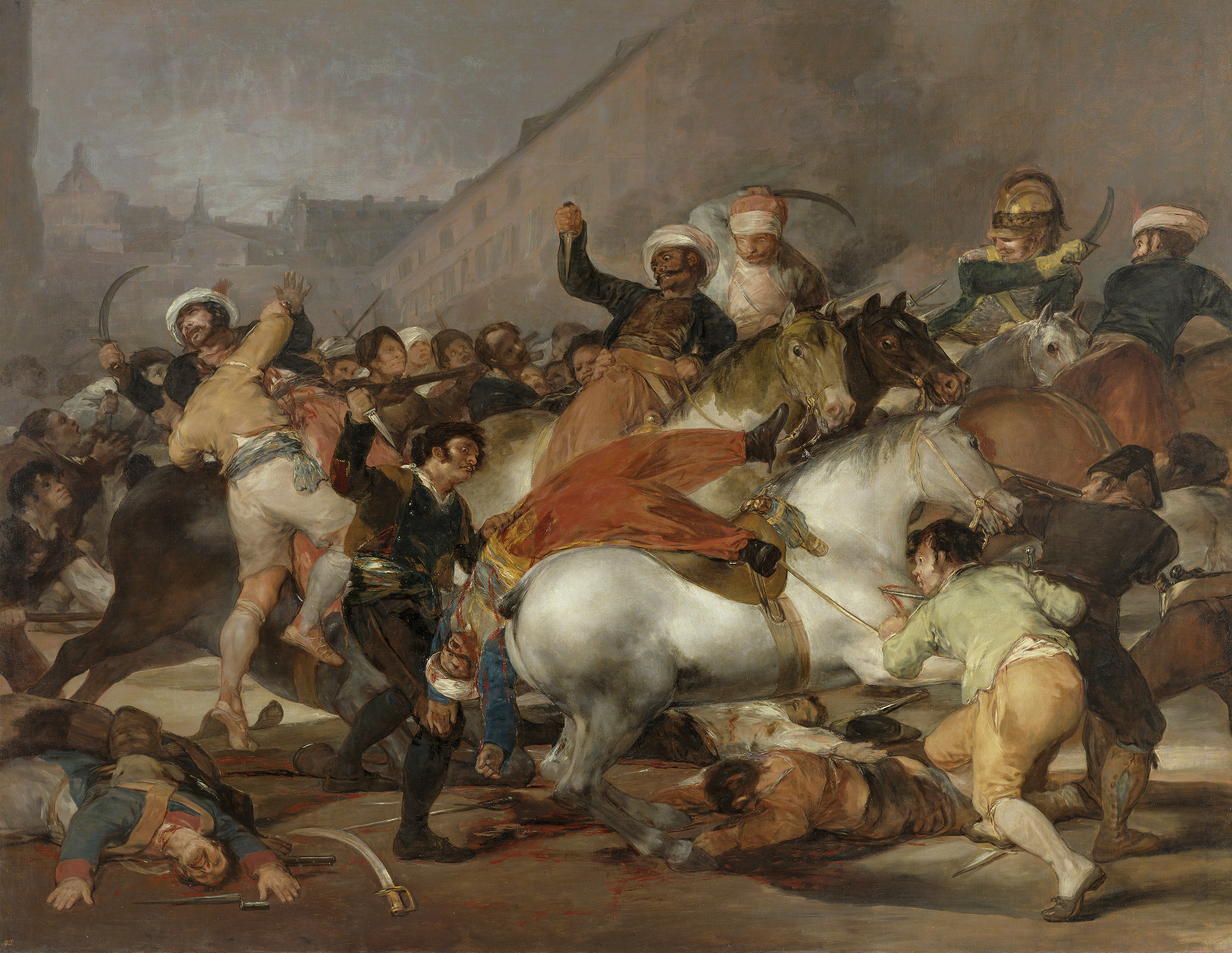
دوم ماه مه ۱۸۰۸ ۱۸۱۴ م. اثر فرانسیسکو گویا
سوم ماه مه ۱۸۰۸ ۱۸۱۴ م. اثر فرانسیسکو گویا
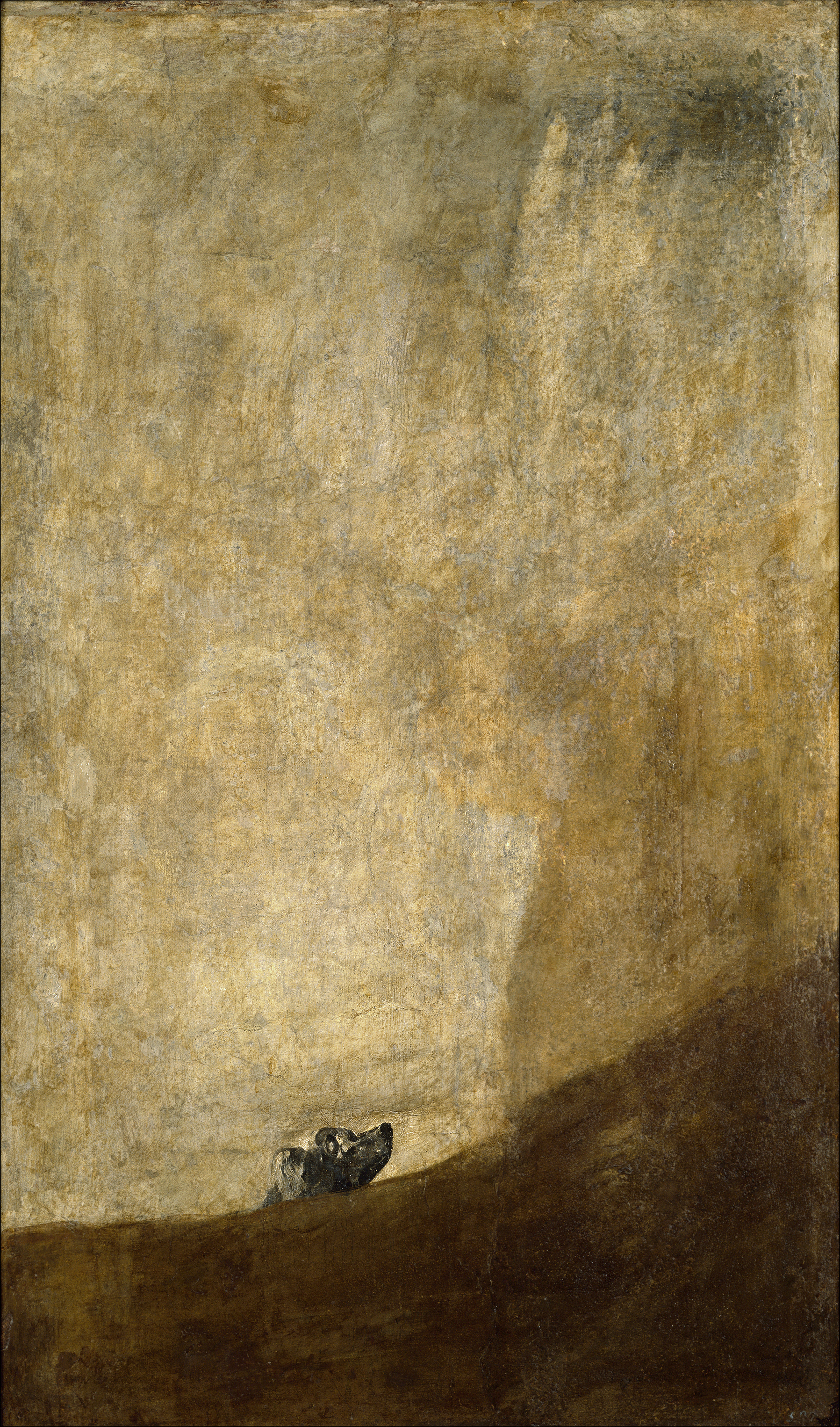
سگ ۲۳-۱۸۱۹ م. اثر فرانسیسکو گویا
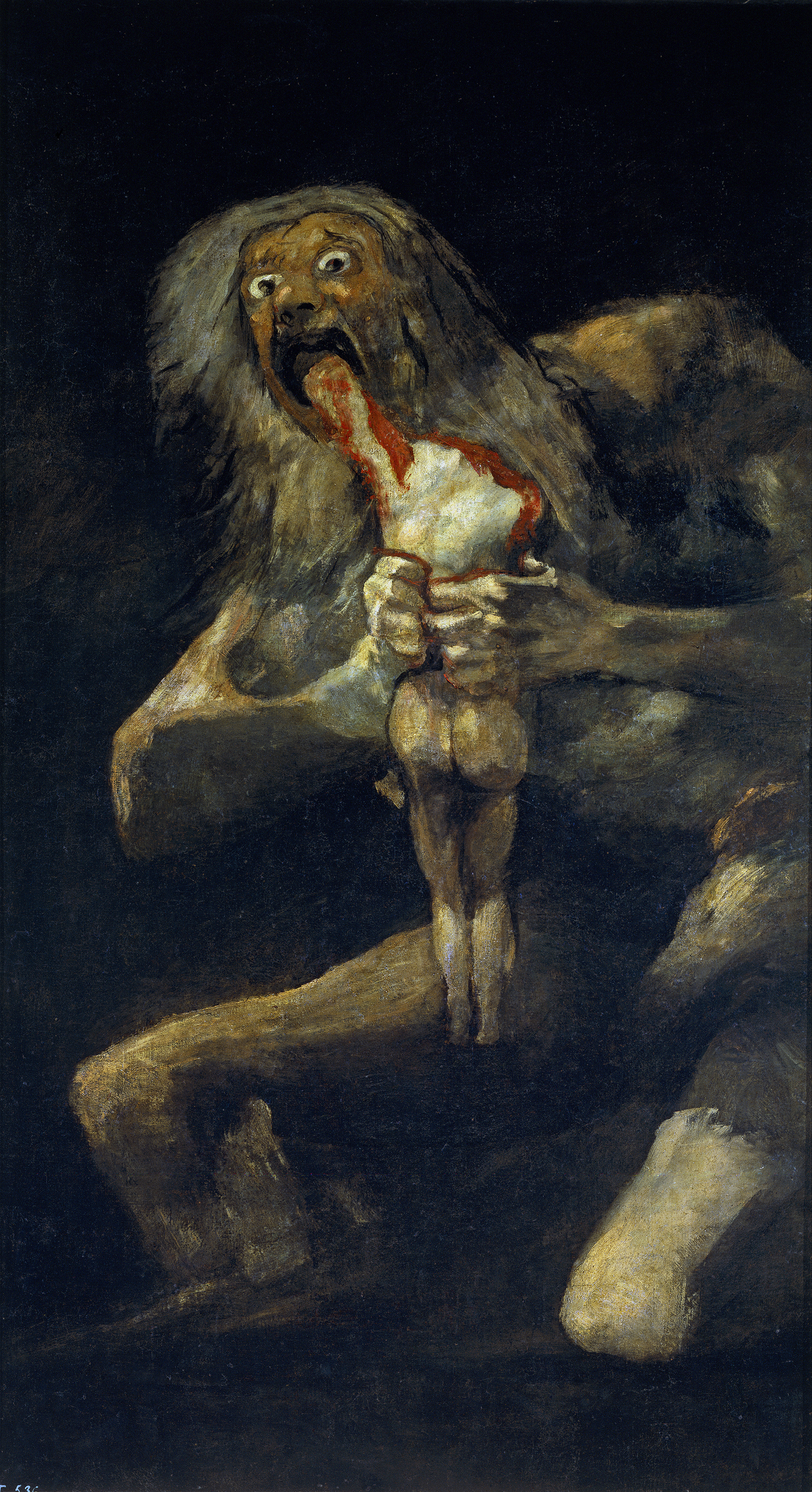
ساتورن پسرش را می‌بلعد ۱۸۲۳-۱۸۱۹ م. اثر فرانسیسکو گویا
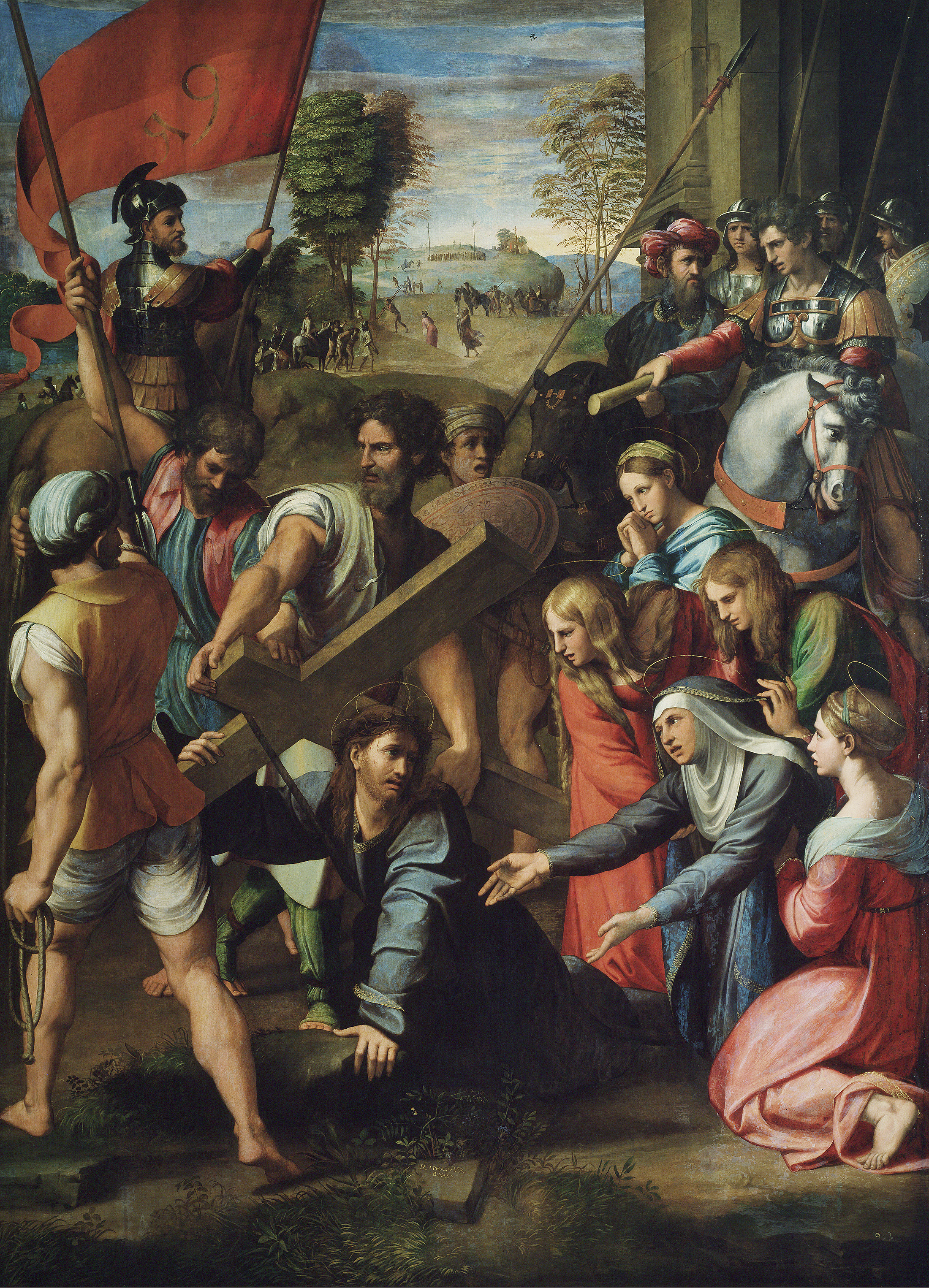
مصائب مسیح در مسیر گلگتا حوالی ۱۵۱۶ م. اثر رافائل
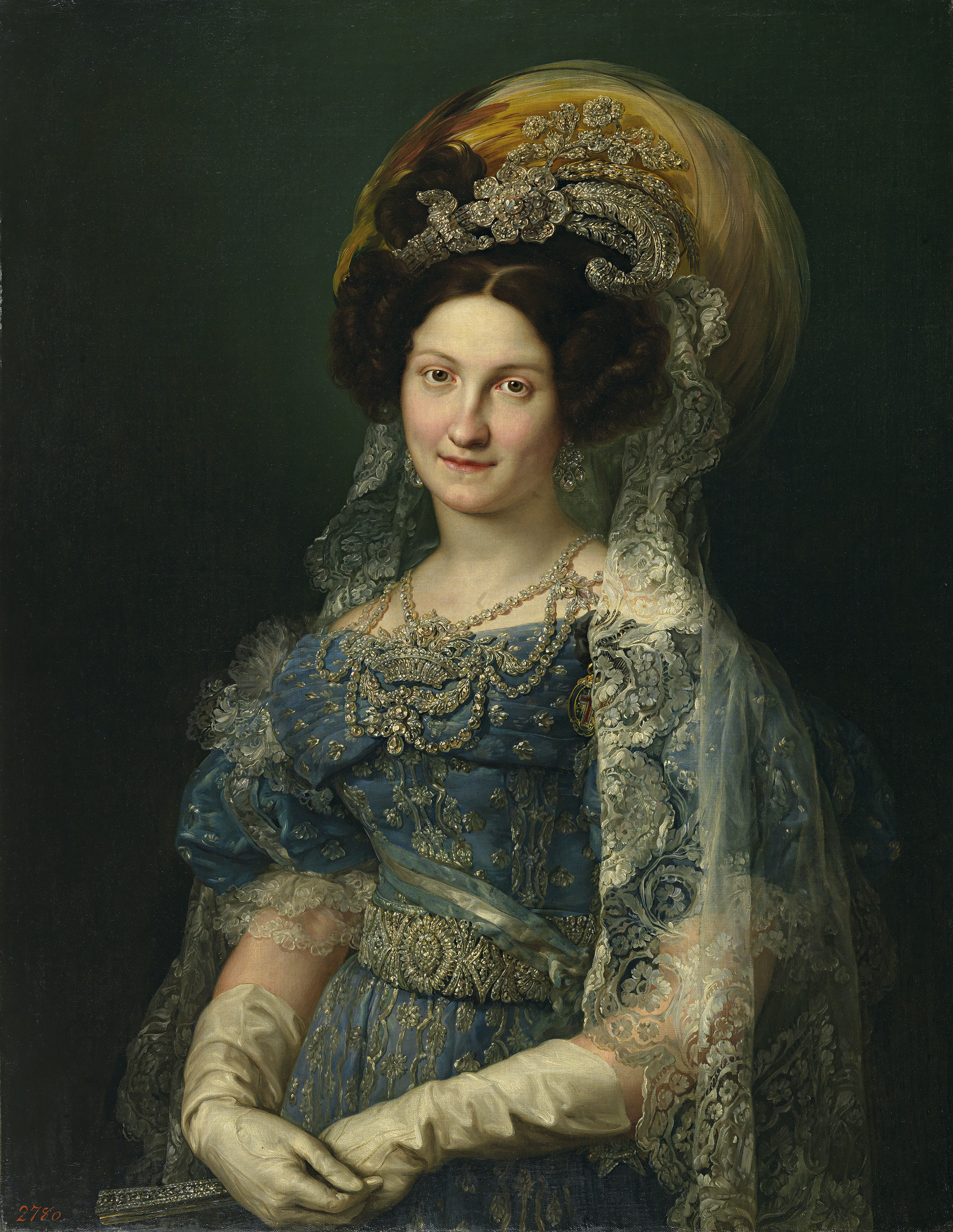
پرترهٔ ماریا کریستینا، ملکهٔ اسپانیا ۱۸۳۰ م. اثر بیثنته لوپث پورتانیا
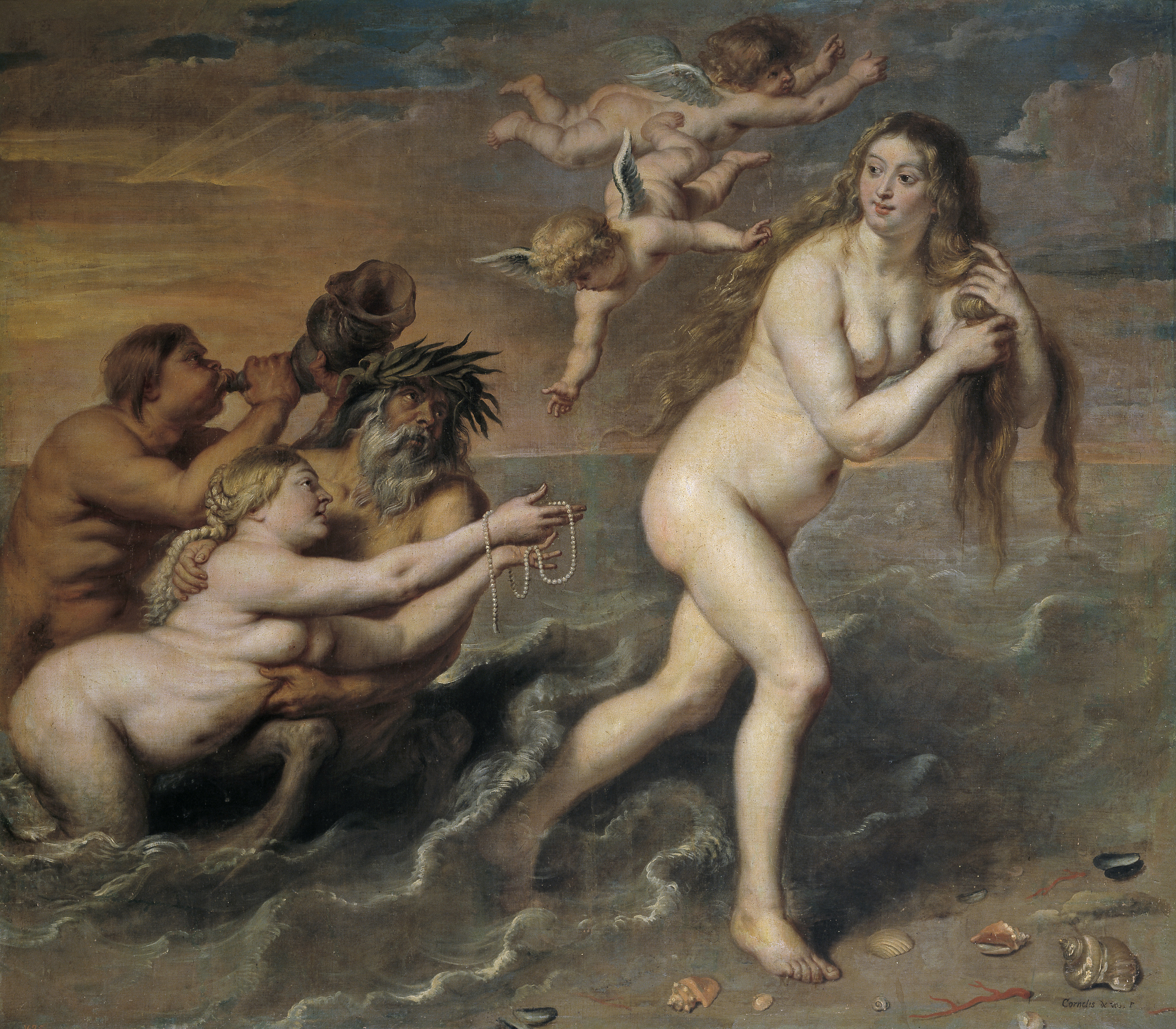
سر برکشیدن ونوس از قعر دریا ۱۶۵۱ م. اثر کرنلیس دِ ووس
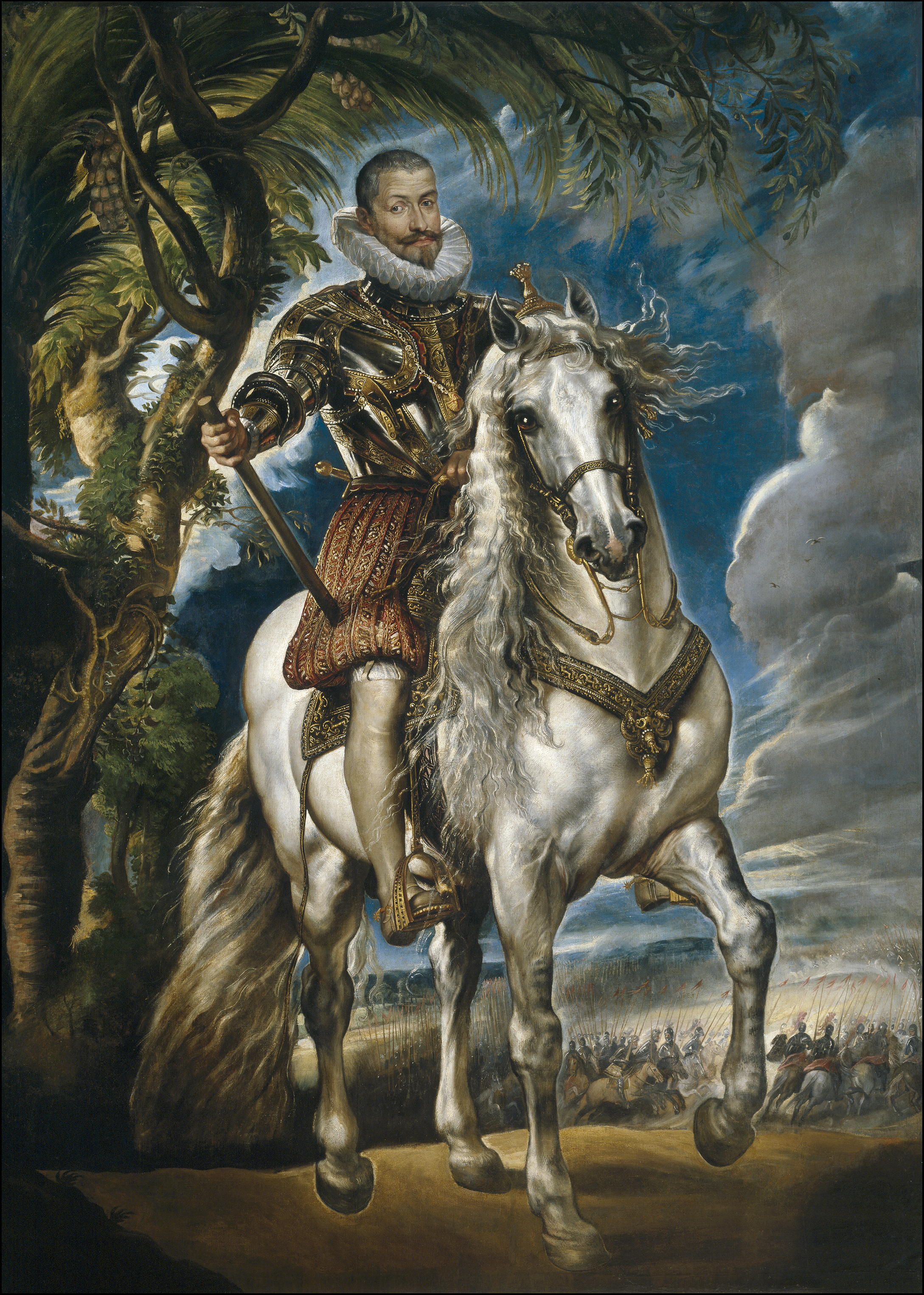
پرترهٔ دوک لِرما سواره بر اسب ۱۶۰۳ م. اثر پیتر پل روبنس
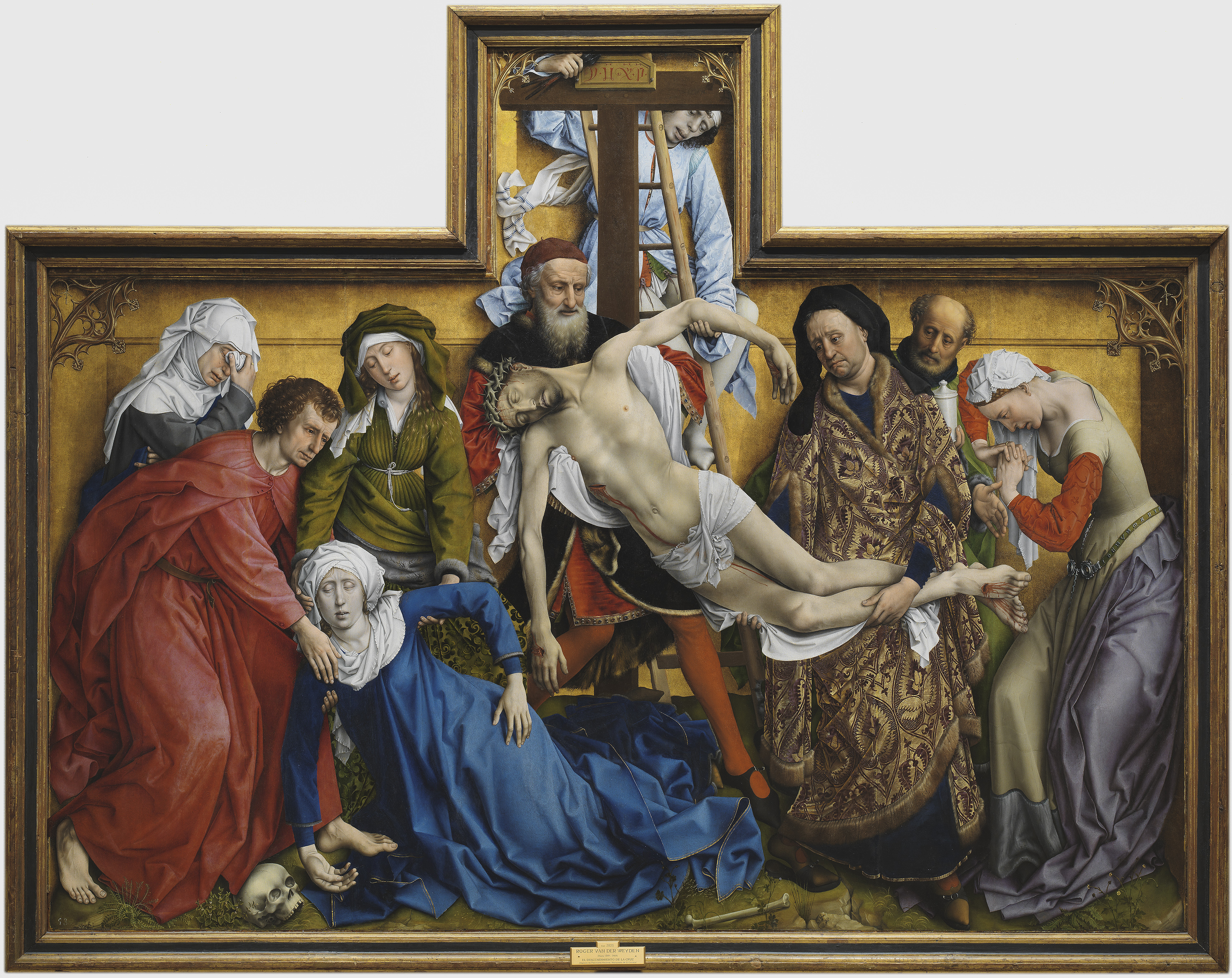
فرود از صلیب حوالی ۱۴۳۵ م. اثر روخیر فان در ویدن
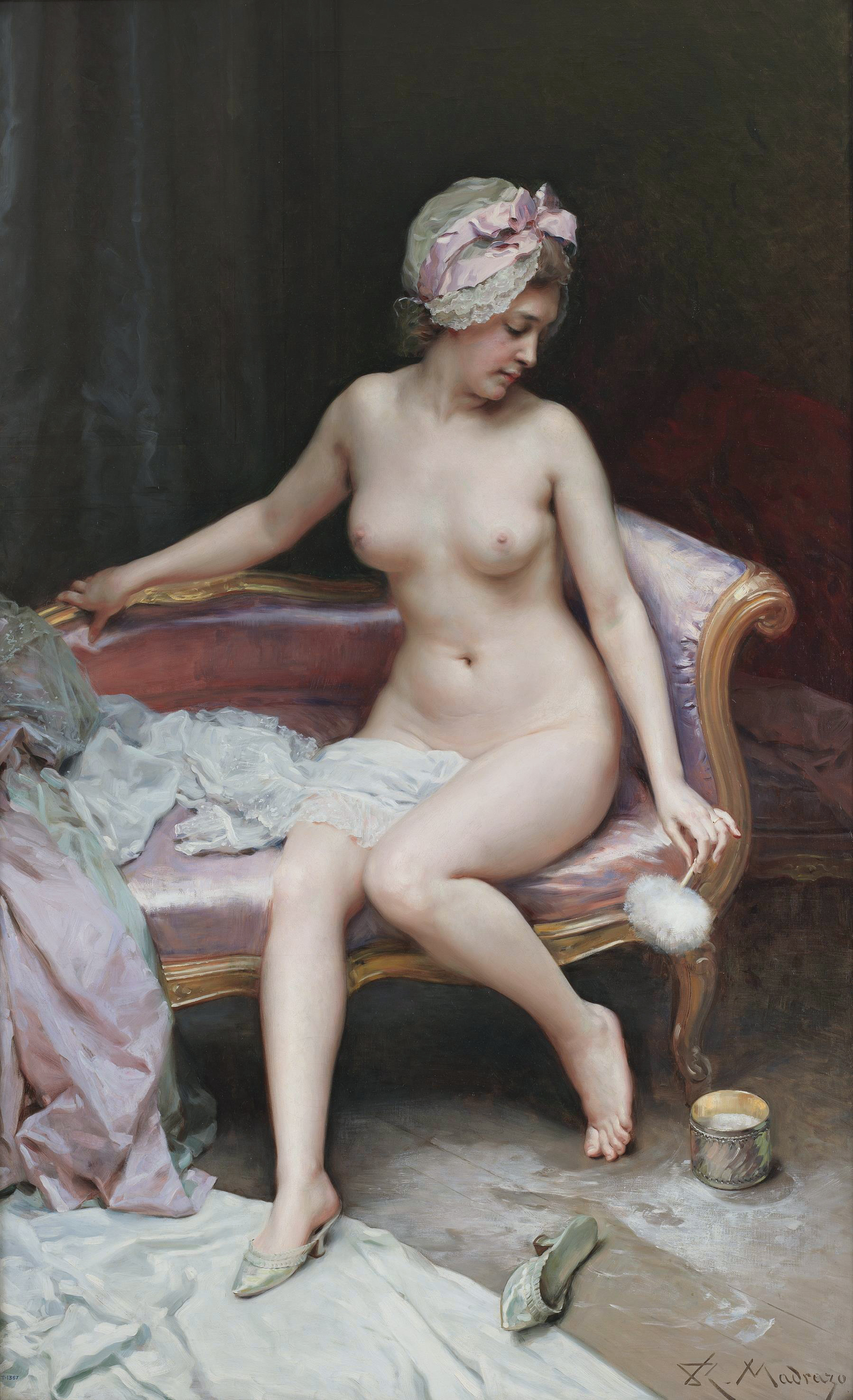
بعدِ حمام حوالی ۱۸۹۵ م. اثر ریموندو د مادرازو ی گارتا
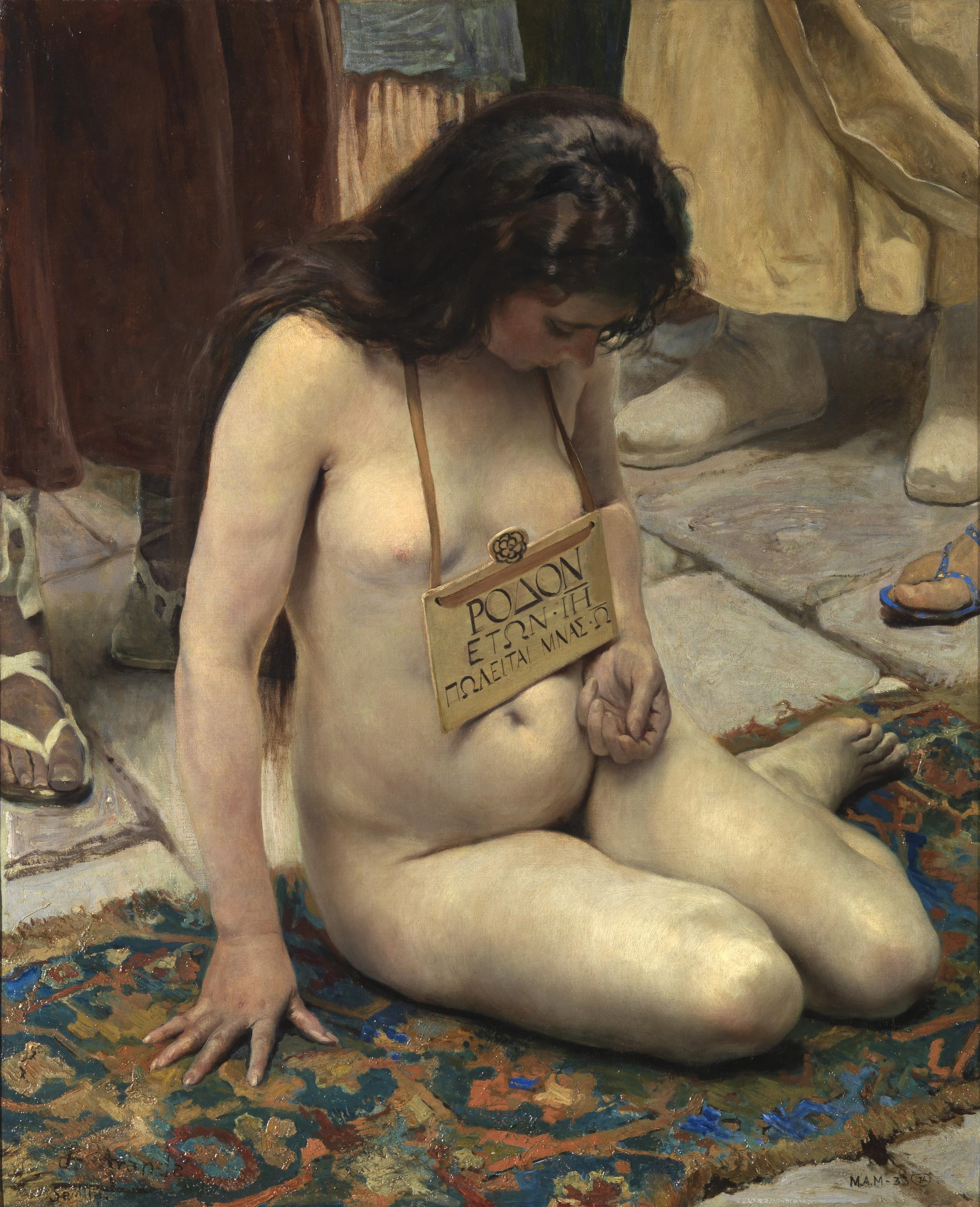
بردهٔ فروشی حوالی ۱۸۹۷ م. اثر خوزه خیمنز آراندا
پرتره یک کاردینال
۱۵۱۰–۱۵۱۱
اثر رافائل